# Опера Земпера
Зе́мперопер (нем. Semperoper; полное официальное название: Дрезденская саксонская государственная опера (нем. Sächsische Staatsoper Dresden) или просто Дрезденская опера) — оперный театр в Дрездене. Один из старейших, успешных и значительных оперных театров Германии, история которого восходит к первому оперному театру Дрездена, открытому в 1667 году. Нынешнее здание театра было построено в 1871—1878 гг. по проекту Готфрида Земпера (отсюда неофициальное наименование театра). Расположен в «Старом городе» (нем. Altstadt) в непосредственной близости от реки Эльба, дворца Цвингер и Дрезденского замка-резиденции.
Открытое в 1841 году, здание театра дважды подвергалось разрушению в 1869 году в результате пожара и в 1945 году в результате бомбардировки. После этих разрушений театр заново отстраивали в 1871—1878 гг. и капитально реконструировали в 1977—1985 гг..
В Дрезденской опере состоялось множество мировых премьер опер всемирно известных композиторов, среди которых Рихард Вагнер («Риенци», «Летучий голландец», «Тангейзер»), Рихард Штраус («Погасшие огни», «Саломея», «Электра», «Кавалер розы», «Арабелла», «Интермеццо», «Елена Египетская», «Молчаливая женщина», «Дафна»), Антон Рубинштейн («Фераморс»), Пауль Хиндемит («Кардильяк»), Курт Вайль («Протагонист»), Ферруччо Бузони («Доктор Фауст») и др.
Дрезденская опера является концертным залом для старейшего оркестра мира — Саксонской государственной капеллы.
Совместно с Государственным драматическим театром входят в государственную корпорацию «Саксонские государственные театры».

## История оперы

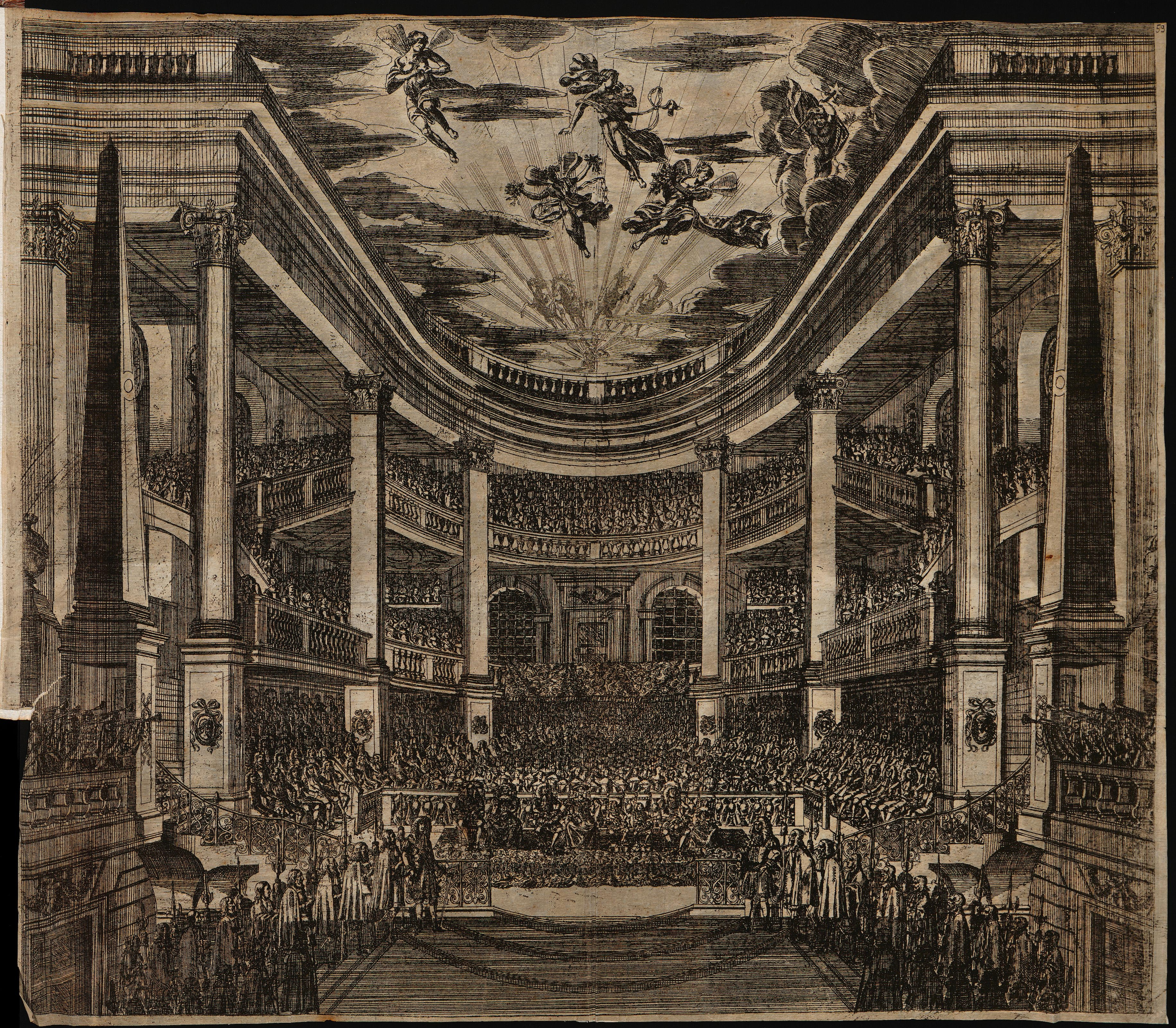
Интерьер самого первого оперного театра в Дрездене, 1678 г.

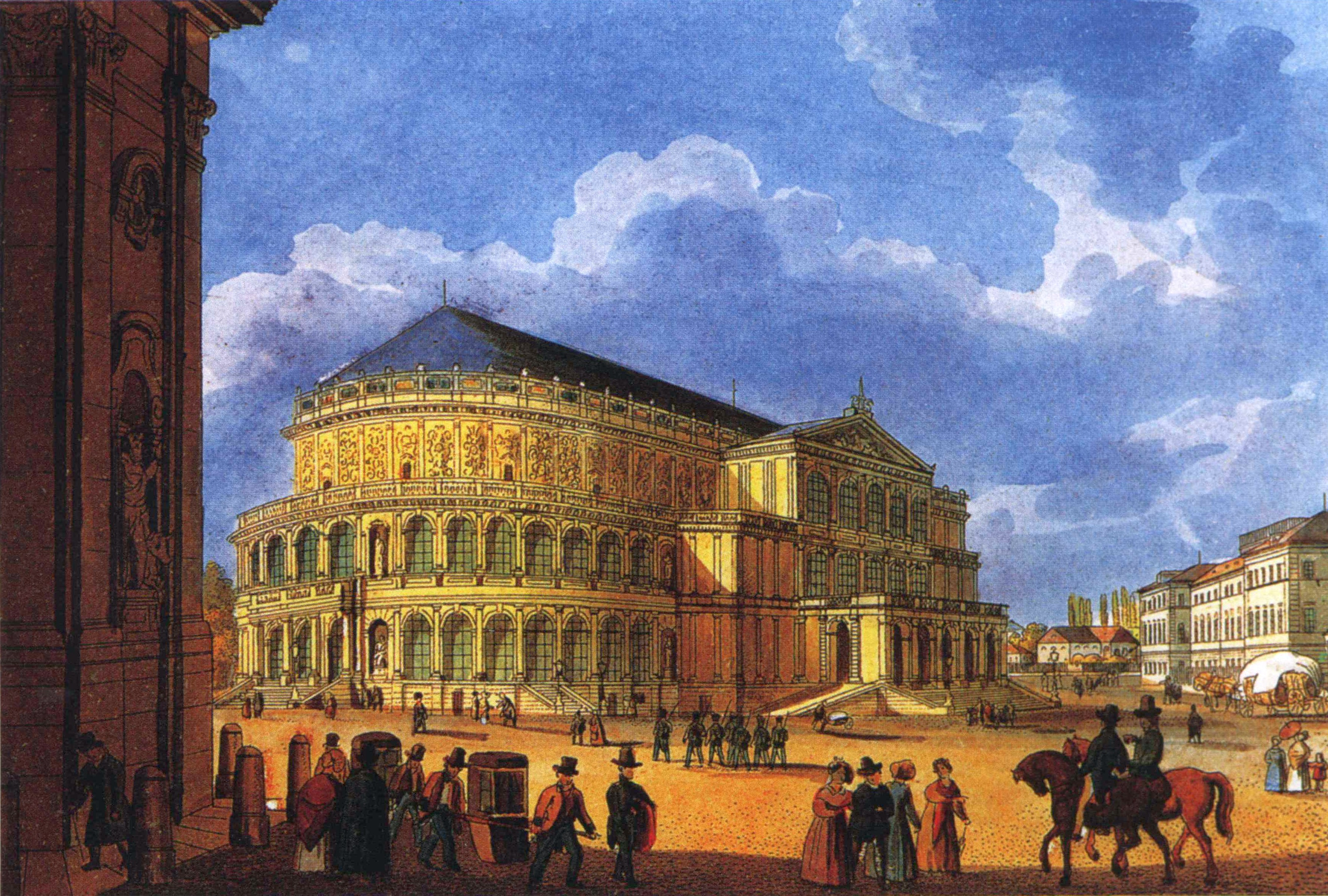
Первая опера Земпера 1850 г.

Ещё в 1648 году на месте Дрезденской оперы существовал театр, являвшийся одним из первых постоянных театров, расположенных к северу от Альп.
Первый оперный театр в Дрездене был сооружен в 1664—1667 гг. рядом с Замком-резиденцией, недалеко от современного здания оперы, однако в 1708 году по приказу Августа Сильного он был перестроен в придворную капеллу.
Следующее здание для оперы было построено в 1719 году в южной части дворца Цвингер. Оперные представления здесь проходили до 1782 года, пока театр не был реорганизован сначала в бальный, а затем в концертный зал, а оперная труппа переехала в оперный театр Моретти, который так же имел статус придворного. Здесь среди прочих выступали Карл Мария фон Вебер и Никколо Паганини. В этом театре опера располагалась до 1841 года, пока для неё не было открыто новое здание.

### Первое здание Земпера
Идея строительства нового оперного театра принадлежала королю Саксонии Фридриху Августу II. Он поручил строительство придворного театра архитектору Готфриду Земперу. Строительство продолжалось с 1838 по 1841 гг. Изначально финансировать строительство планировалось из средств короля, однако в 1839 г. он потребовал от парламента взять расходы на себя.

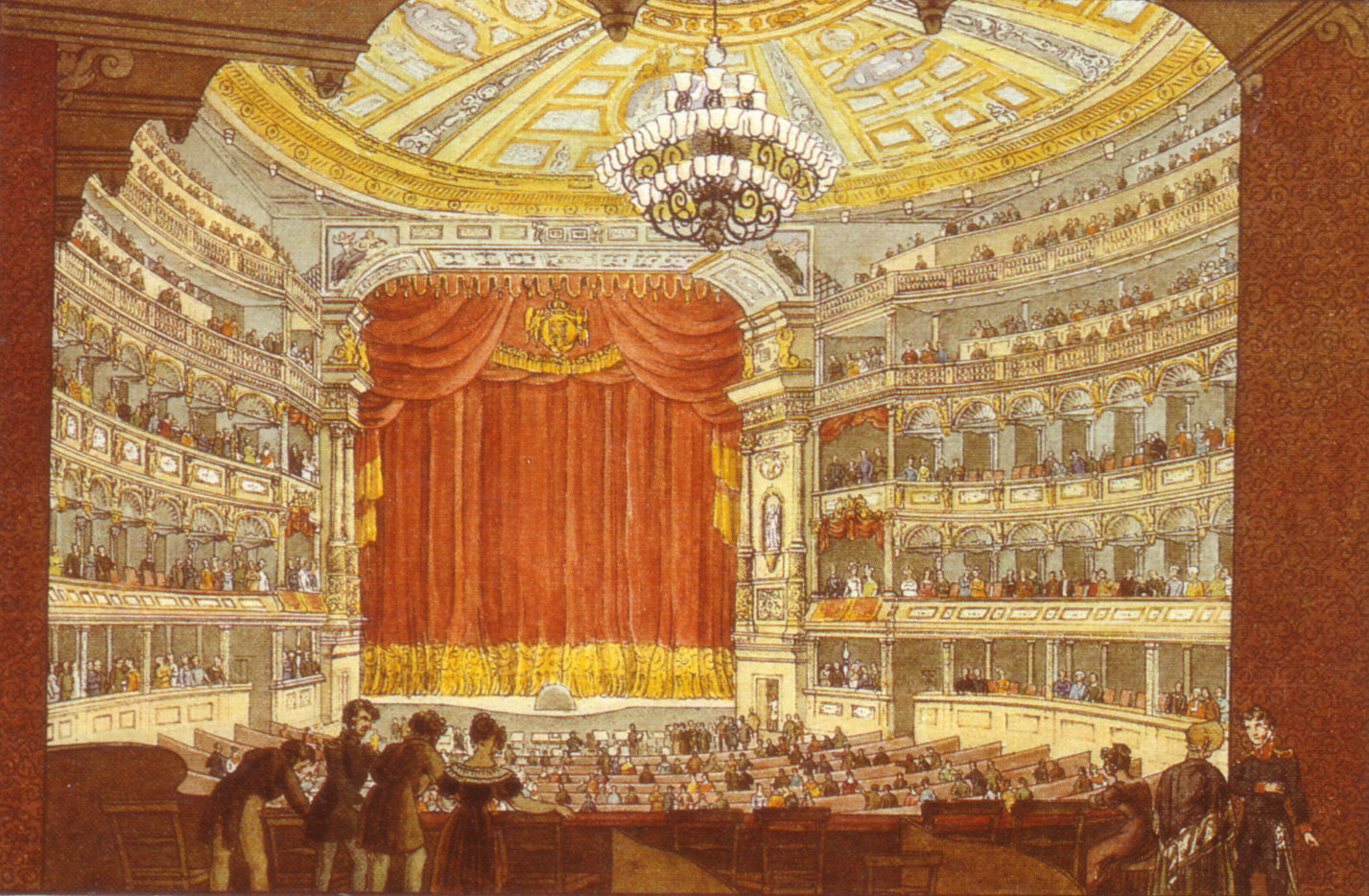
Интерьер первой оперы Земпера, 1841 г.

Открытие театра состоялось 13 апреля 1841 постановкой «Юбилейной увертюры» Карла Марии фон Вебера и пьесы «Торквато Тассо» Иоганна Вольфганга фон Гёте.
Год спустя в Дрезден переехал Рихард Вагнер и занял должность капельмейстера театра. В Дрезденской опере состоялись премьеры таких произведений композитора, как «Риенци», «Летучий голландец», «Тангейзер». В них Рихард Вагнер выступал также и в качестве дирижёра.
Открытие оперного театра прославило Готфрида Земпера в европейском театральном мире. Здание было построено в актуальном в то время стиле «неоренессанс» с большими арочными окнами на двух ярусах, опоясывающих овальное в плане здание, типичной «римской архитектурной ячейкой», пилястрами верхнего яруса и «ренессансным» орнаментом.
В результате поражения Революции 1848—1849 годов в Германии Земпер и Вагнер были вынуждены бежать из Дрездена.
В результате сильного пожара в сентябре 1869 года первое здание Дрезденской оперы было полностью уничтожено.

### Временное здание
Спустя четыре недели после пожара, среди развалин здания оперы был сооружён временный деревянный театр, вмещавший 1800 зрителей. Уже 2 декабря 1869 года в «Деревянном балагане», как называли это сооружение в народе, состоялось открытие с премьерой драмы Иоганна Вольфганга Гёте «Ифигения в Тавриде».

### Второе здание Земпера

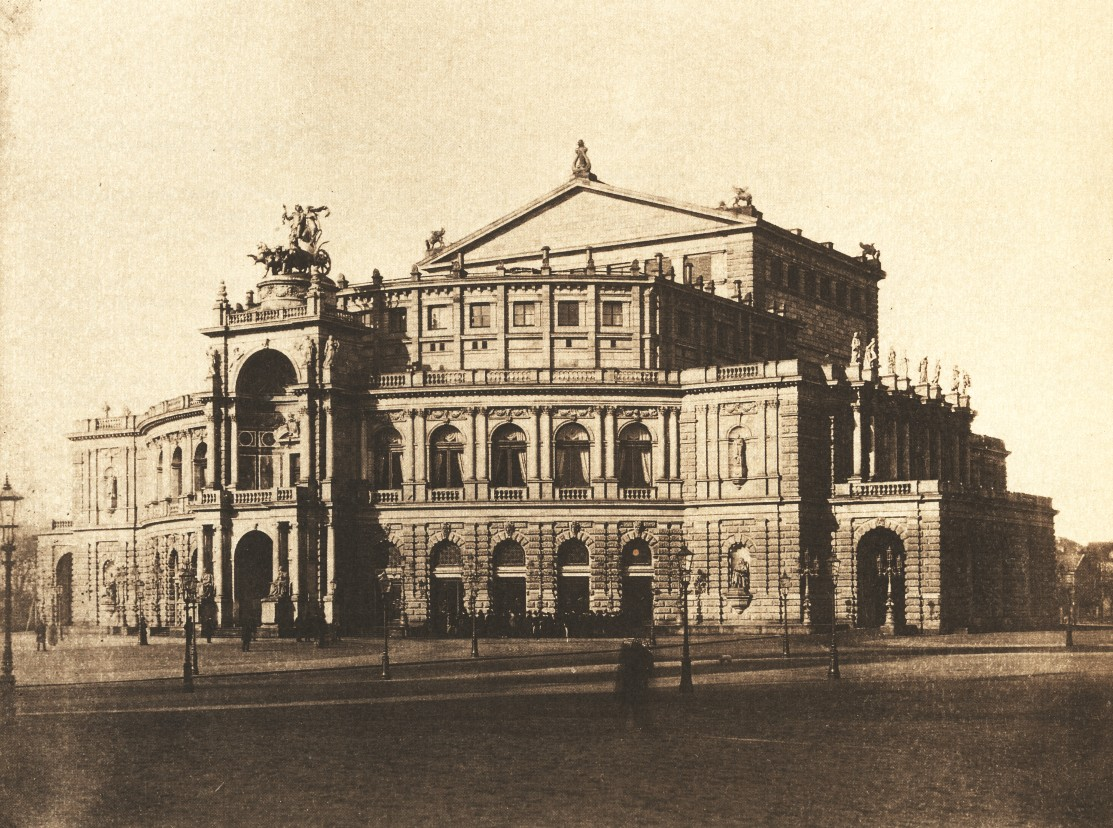
Вторая опера Земпера, 1880 г.

Королевская ложа во втором здании оперы, рисунок 1878 года

После разрушения возник вопрос о восстановлении театра. Мнения разделились: часть горожан предлагали восстановить разрушенное здание, другие же предлагали построить совершенно новое здание. В итоге было принято решение строить новое здание. Также жаркие дискуссии вызвала кандидатура главного архитектора новой оперы. Благодаря подписям, собранным горожанами, Готфрид Земпер, являвшийся архитектором первого здания, получил заказ и на строительство второго.
И уже в 1871 году началось возведение новой оперы. Руководил строительством Манфред Земпер, старший сын Готфрида Земпера. Сам Готфрид Земпер консультировал своего сына по различным вопросам, связанным со строительством, посредством писем. Позже эти письма, сохранившиеся в архиве, помогли при восстановлении здания оперы в конце XX века. Строительство было завершено в 1878 году. Манфред Земпер ввёл рустовку первого этажа, сдвоенные колонны второго яруса и пристроил громоздкий двухъярусный портал, придавший зданию необарочный вид. Подобная эволюция: от стиля неоренессанса к необарокко типична для архитектуры историзма середины и второй половины XIX века.
Портал здания украсила бронзовая квадрига с Дионисом и Ариадной скульптора Иоганнеса Шиллинга (нем. Johannes Schilling). У входа в театр были установлены скульптуры Иоганна Вольфганга Гёте и Фридриха Шиллера, в нишах боковых фасадов — Шекспира, Софокла, Мольера и Еврипида. Помимо Шиллинга в работе по созданию статуй для нового театра принимали участие такие скульпторы как Эрнст Ритшель и Эрнст Хэнель. Интерьер был богато украшен с использованием дорогих материалов.
Второе открытие состоялось 2 февраля 1878 года исполнением «Юбилейной увертюры» Карла Марии фон Вебер и пьесы «Ифигения в Тавриде» Иоганна Вольфганга фон Гёте.
На конец XIX века приходится дрезденский период творчества Рихарда Штраусса. В это время были написаны и поставлены такие оперы, как «Погасшие огни» (1901 г.), «Саломея» (1905 г.), «Электра» (1909 г.) и «Кавалер розы» (1911 г.).
После Первой мировой войны Саксонский король отрёкся от престола. Придворный театр переименовали в Саксонский государственный театр.

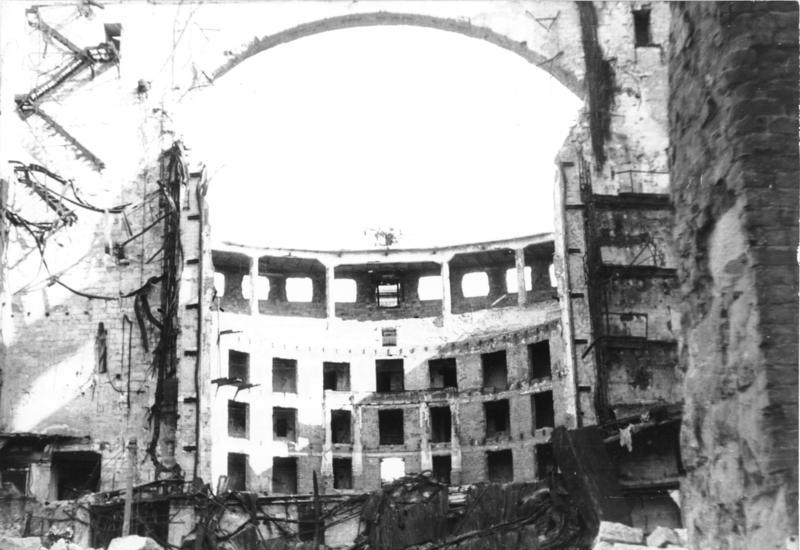
Разрушенное здание оперы, 1945 г.

В 1922 году главным дирижёром театра стал Фриц Буш. При его непосредственном участии состоялись премьеры опер Рихарда Штраусса «Интермеццо» (1924 г.), «Елена Египетская» (1928 г.) и «Арабелла» (1933 г.), а также «Доктор Фауст» Ферруччо Бузони (1925 г.), «Протагонист» Курта Вейля (1926 г.) и «Кардильяк» Пауля Хиндемита (1926 г.). В 1933 году Фриц Буш был смещён с занимаемой должности национал-социалистами.
В 1934 г. место директора и главного дирижёра занял Карл Бём. Под его руководством были поставлены оперы Штрауса «Молчаливая женщина» (1935 г.) и «Дафна» (1938 г.).
Опера продолжала работать и во время Второй мировой войны. Только 31 августа 1944 года работа театра была остановлена. Последней постановкой стал «Вольный стрелок» Карла Марии фон Вебера. Во время бомбардировки Дрездена 13 февраля 1945 года, при которой был практически полностью разрушен центр города, сильно пострадало и здание оперы, целыми остались лишь наружные стены и некоторые скульптуры.

### «Третье» здание оперы

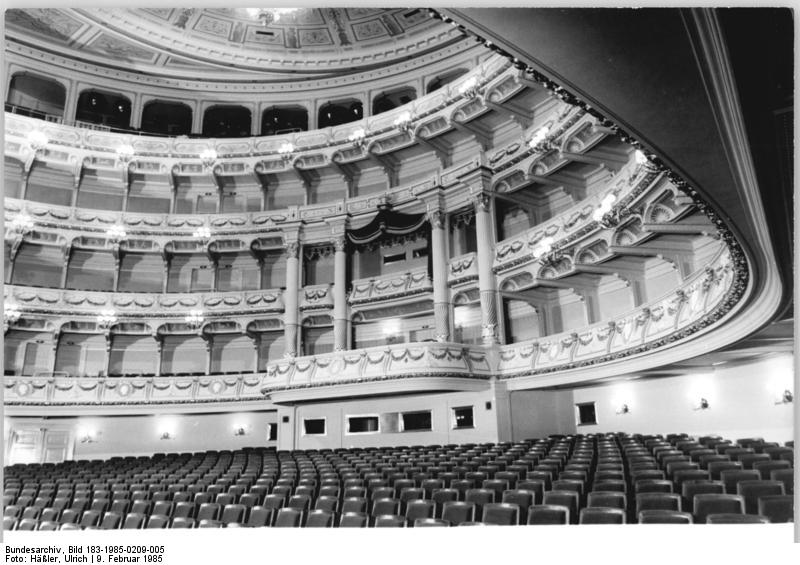
Зрительный зал после восстановительных работ, 1985 год

После войны, во время сноса полуразрушенных зданий и расчистки города от завалов, руины театра снесены не были, а в 1952 году их даже укрепили, что в дальнейшем облегчило реставрационные работы, которые начались только 24 июня 1977 года. Реставрация велась под руководством архитектора Вольфганга Хэнша. Планировка здания была изменена в соответствии с современными требованиями к оперному театру. Количество зрительских мест сократилось до 1300. С обратной стороны было пристроено здание, используемое ныне для репетиций и в качестве офисов администрации.
Реставрационные работы были завершены через восемь лет после своего начала. Ещё одно, символическое, открытие театра состоялось в день 40-летия бомбардировки Дрездена — 13 февраля 1985 года показом опер «Волшебный стрелок» Карла Марии Вебера и «Кавалер розы» Рихарда Штраусса. Помимо этого, одними из первых постановок во вновь открытом театре стали премьеры оперы «Песнь о любви и смерти корнета Кристофа Рильке» Зигфрида Маттуса и балета Удо Циммермана «Пылающий мир».

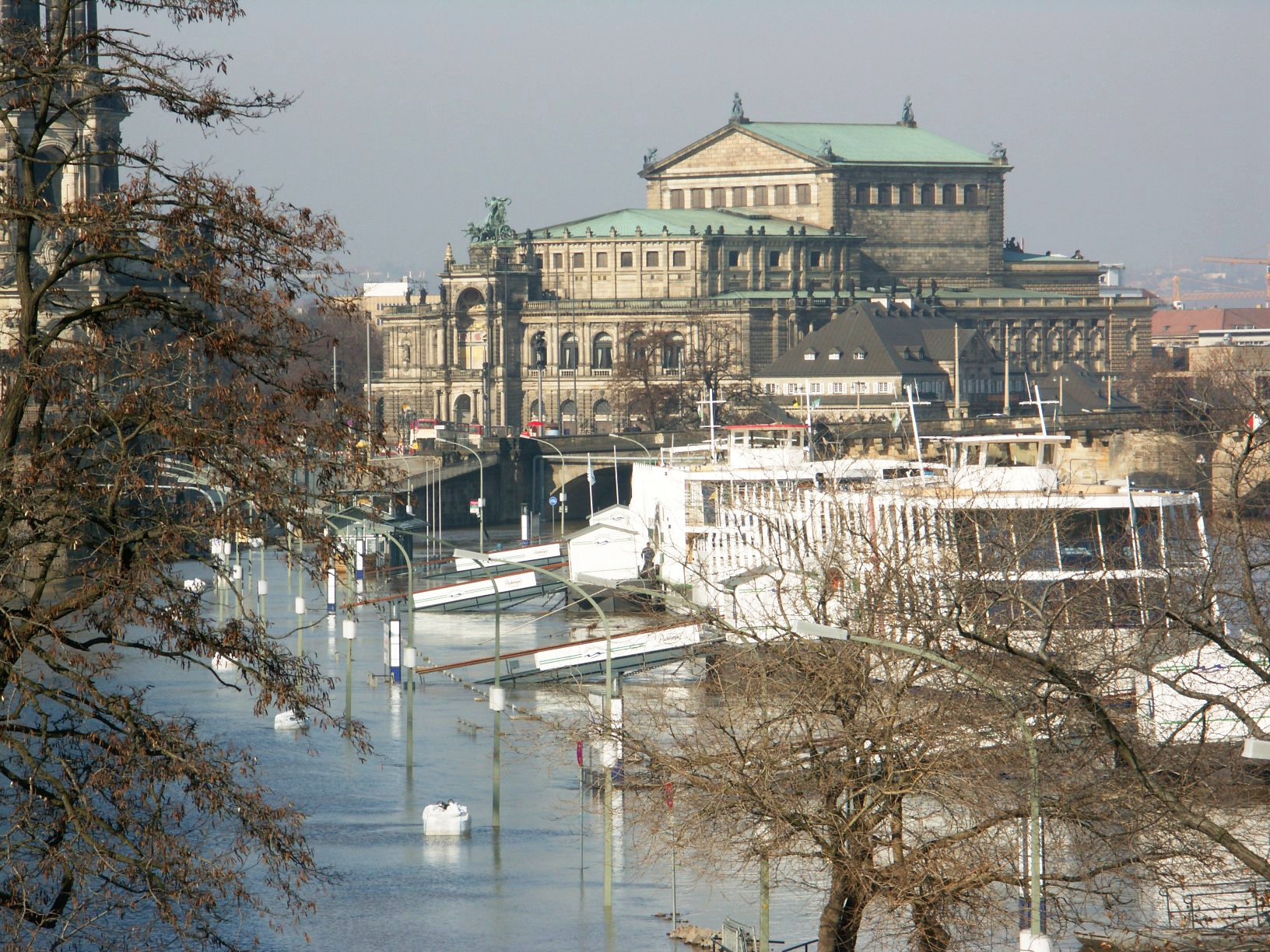
Дрезденская опера во время наводнения 2005 г.

В 1986 году в стенах Дрезденской оперы впервые состоялся концерт Саксонской государственной капеллы. Во время концерта в память о разрушительной бомбардировке Дрездена был исполнен «Реквием» Иоганна Брамса.
Последним «испытанием» для театра было наводнение в августе 2002 года, когда уровень воды в Эльбе поднялся выше нормального на 9,40 метра, ущерб составил 27 млн евро. После трехмесячных восстановительных работ театр вновь был открыт для зрителей. Открытие театрального сезона состоялось, вместо запланированного 13 августа, только 9 ноября показом балета «Иллюзии как Лебединое озеро». После объединения Германии Дрезденская опера официально стала называться «Саксонской государственной оперой» (нем. Sächsische Staatsoper).

### Малая сцена — Semper 2
Позади исторического здания Дрезденской оперы со стороны Эльбы было построено кубовидное здание, в котором разместилась малая сцена оперы (нем. Semper 2). Основное предназначение здания — проведение репетиций, однако возможно использование здания и для постановок спектаклей. Здание обладает всем необходимым для театра набором помещений и оборудования, включая зрительский зал на 200 человек. Особенностью малой сцены является отсутствие оркестровой ямы, что позволяет создать более камерную атмосферу во время спектаклей и представлений.

## Внутреннее убранство

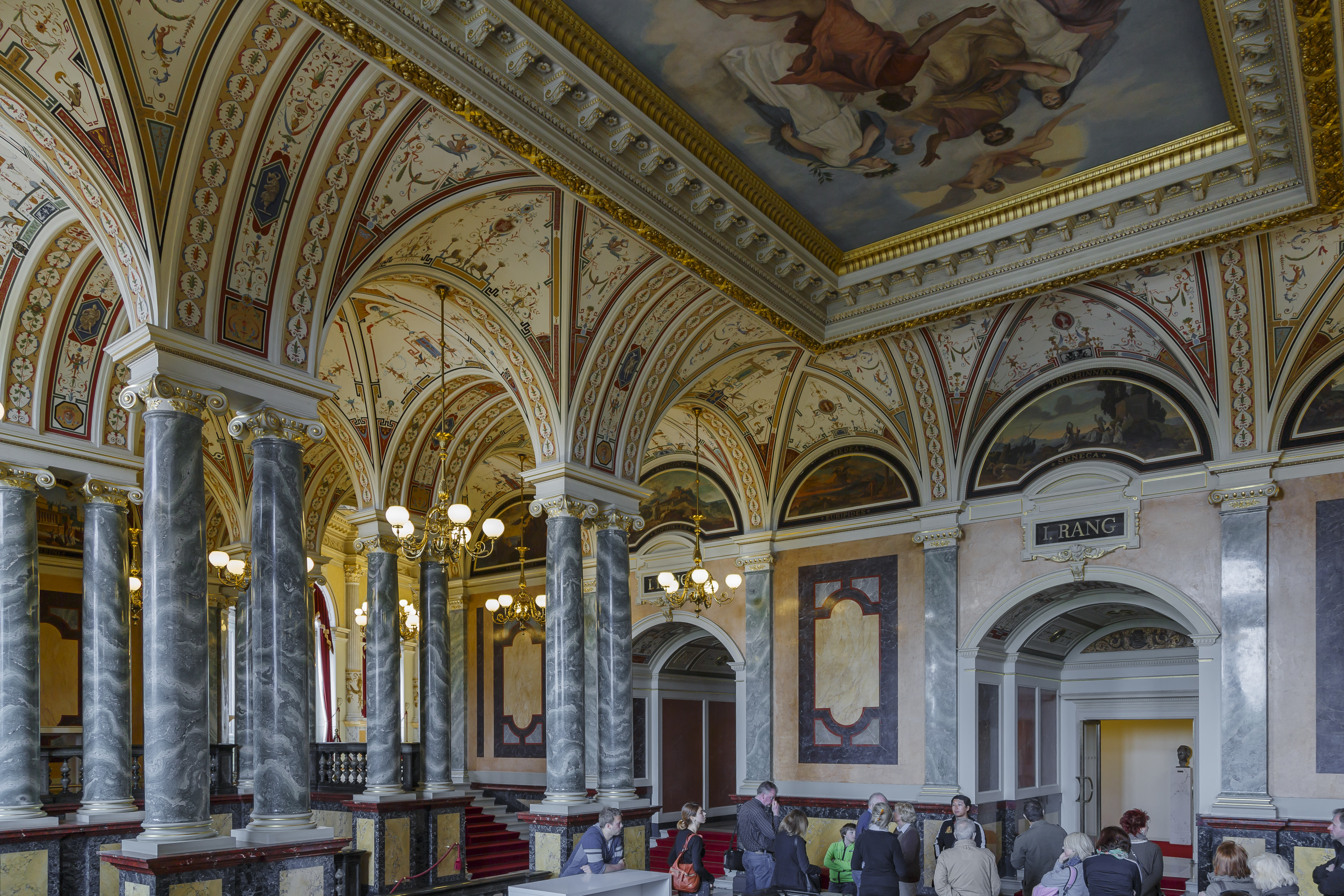
Северный вестибюль, 2013 г.

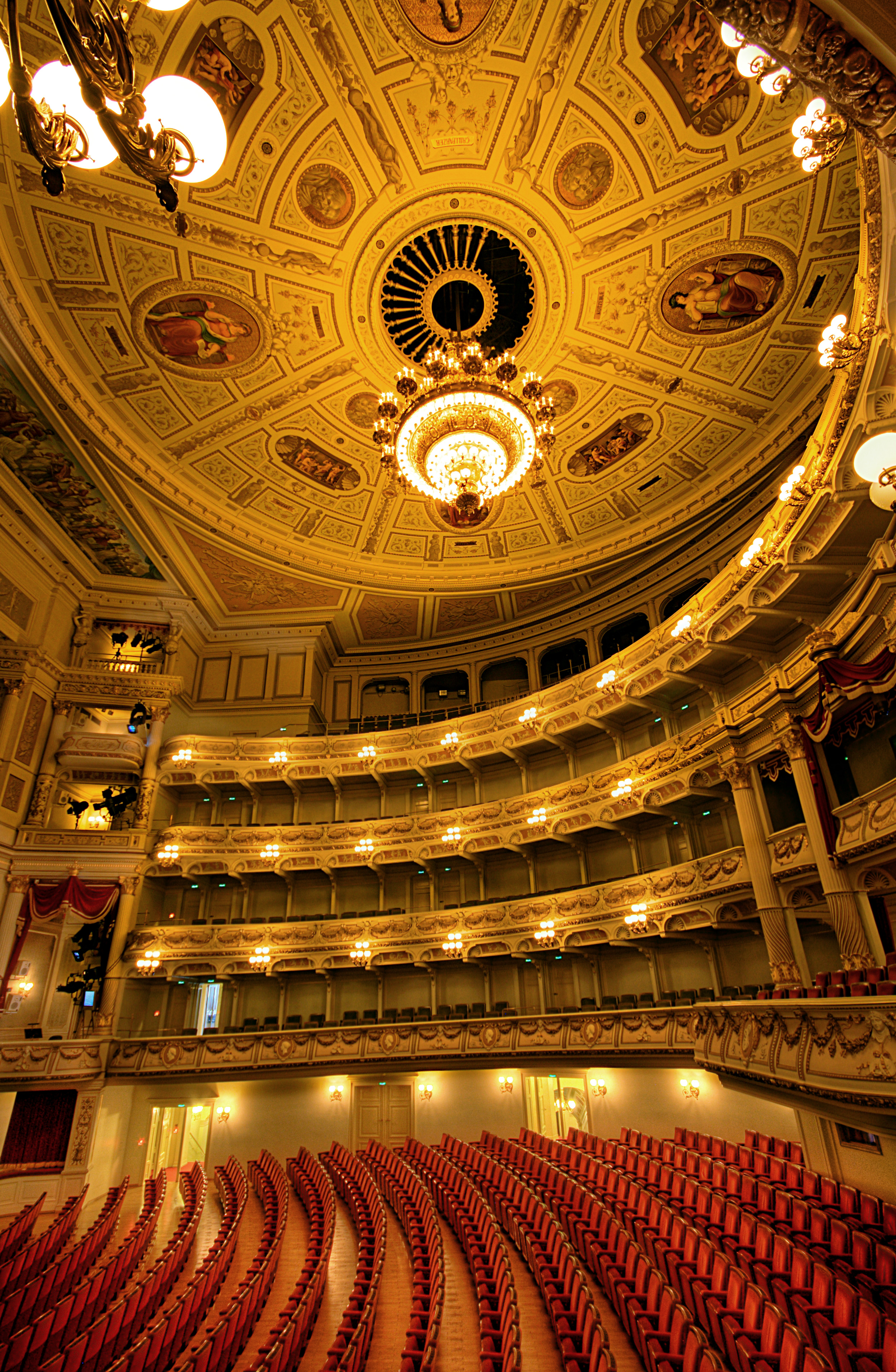
Зрительный зал, 2011 г.

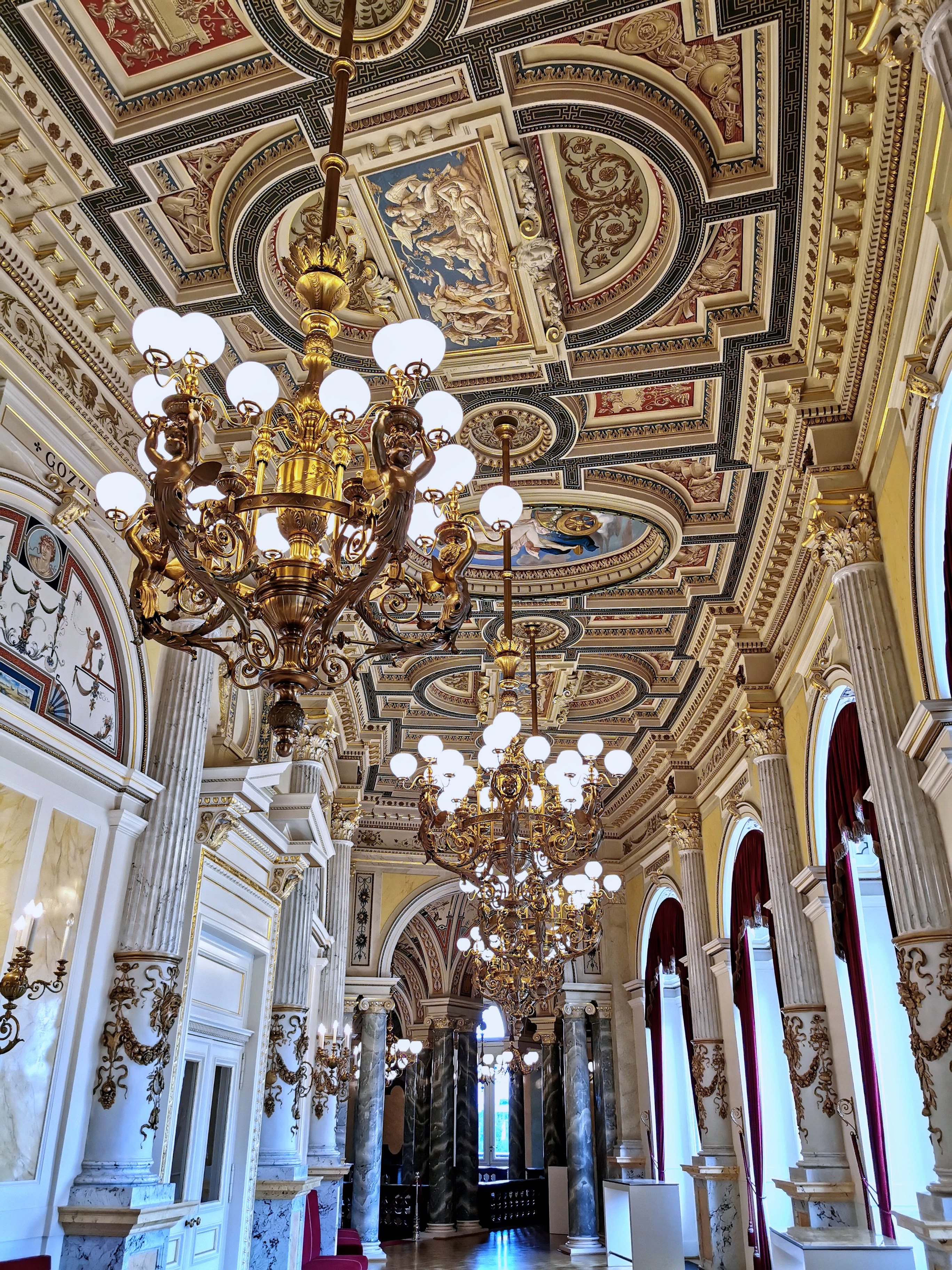
Центральный вестибюль, 2023 г.

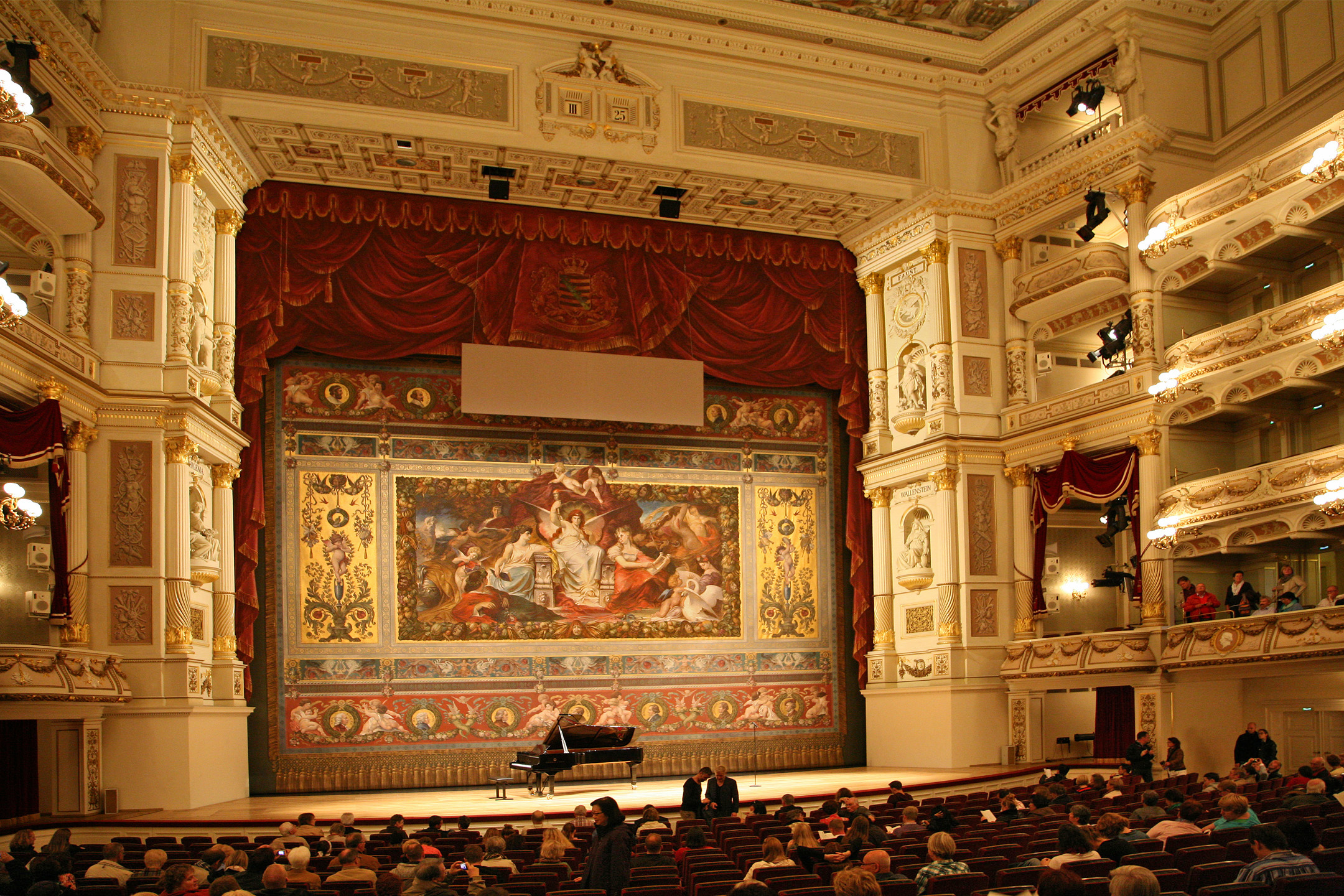
Вид на сцену

Современное здание Дрезденской оперы имеет зрительный зал на около 1300 мест, 4 вестибюля (2 боковых, 1 центральный и 1 нижний). Интерьеры театра богато украшены скульптурами, росписями и лепниной.
Зрительный зал имеет 4 яруса балконов. Интерьер зала богато оформлен скульптурами, барельефами, резьбой и росписями. Так, особенно выделяется расписной фриз над порталом сцены. На нём изображены персонажи известных опер и драм. Ниже приведён перечень фигур, изображённых на фризе (слева направо): Папагено, мэр, Коломбина, Пьеро, Базилио, цирюльник, самум, Макс, Агата, Тангейзер, Фенелла, Мазаньелло, водовоз, Флорестан, Дон Жуан, Каменный гость, Донна Анна, Ифигения, Эвтерпа, Комо, Юстиция, Эвменида, Антигона, Эдип, Мельпомена, Отелло, Дездемона, Мефистофель, Гретхен, Фауст, Натан, Валленштейн, Донна Диана, Пук, скряга, Калибан, Капуцин, паж и Фальстаф. Еще один интересный объект зрительного зала это пятиминутные цифровые часы над сценой. По циферблату этих часов, изготовленных часовщиком Королевского двора И. Х. Ф. Гюткесом и его помощником Ф. А. Ланге, легко определить время и с задних рядов зрительного зала даже при приглушённом во время представления освещении.
Боковые вестибюли украшены колоннами из цельного зелёного мрамора, на которые опираются расписные своды. На стенах вестибюлей, в арках под сводами, расположены росписи, на которых изображены сцены из различных опер и трагедий. Центральный вестибюль имеет дугообразную форму и так же обильно украшен лепниной, росписями и парадными люстрами. Он является как бы переходом между северным и южным вестибюлями. Нижний вестибюль расположен на первом этаже и служит входной группой театра. Он оформлен деревянными панелями с резьбой и золотым орнаментом. Арочные своды вестибюля так же расписаны.

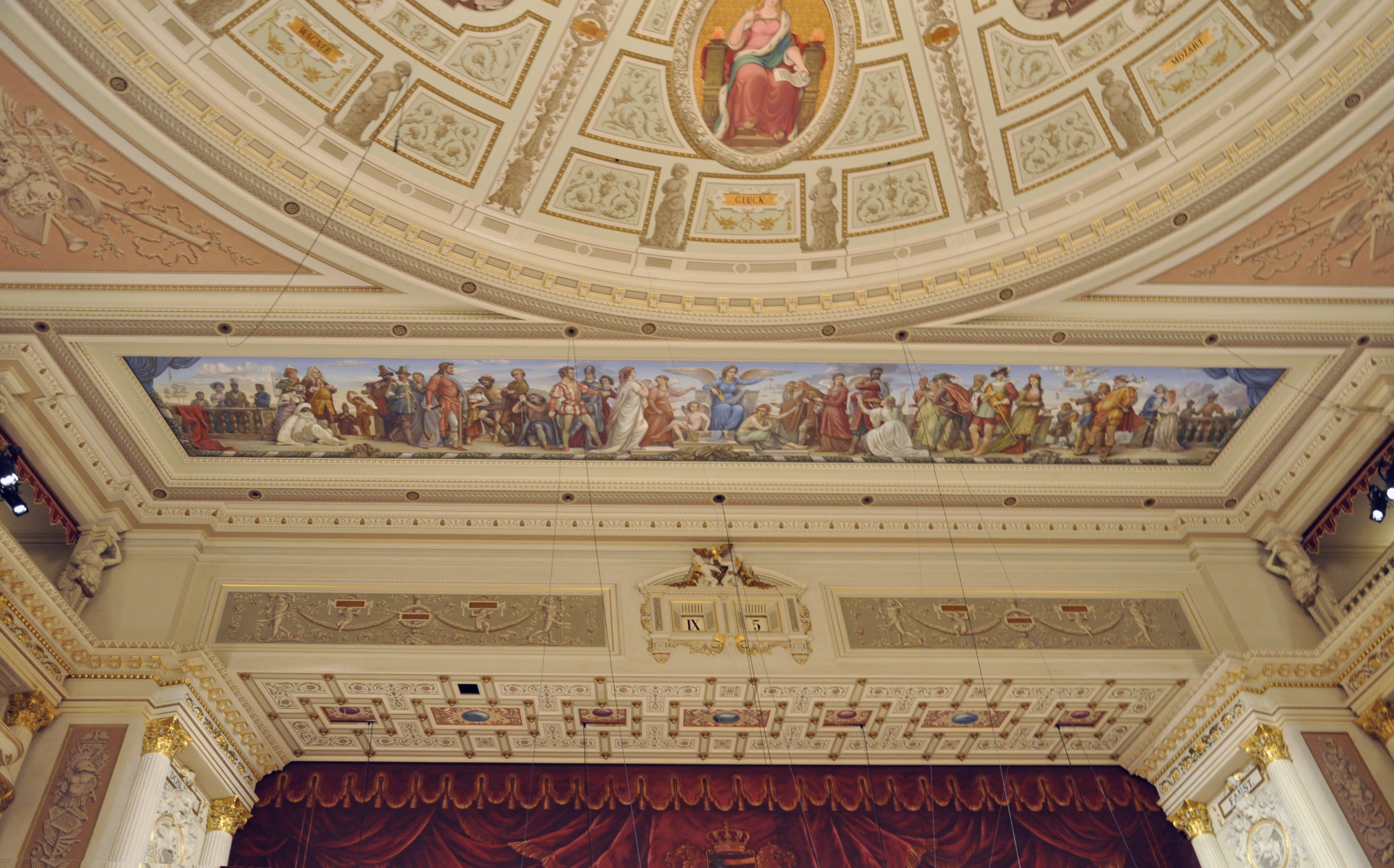
Расписной фриз и цифровые часы над сценой
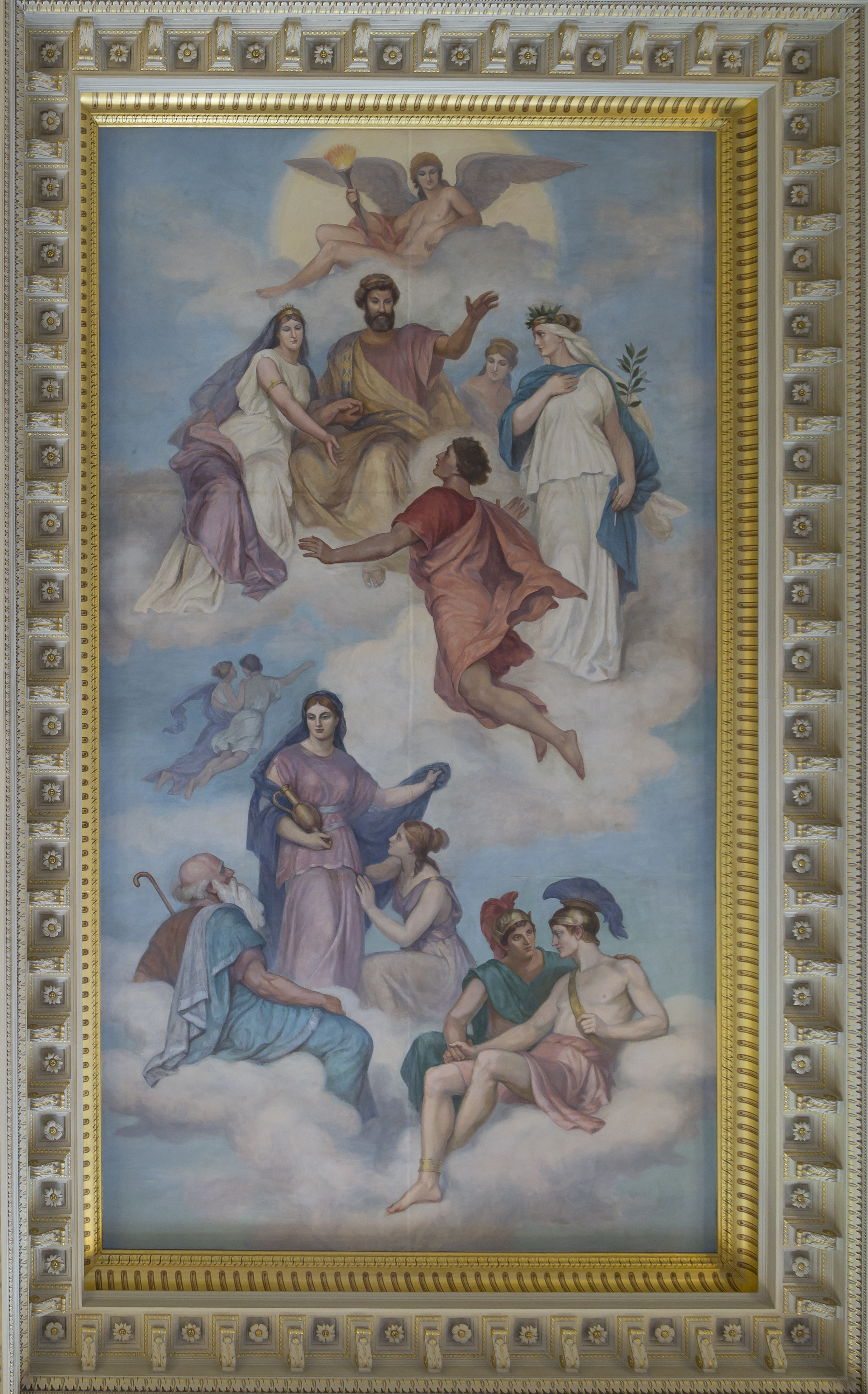
Роспись плафона южного вестибюля
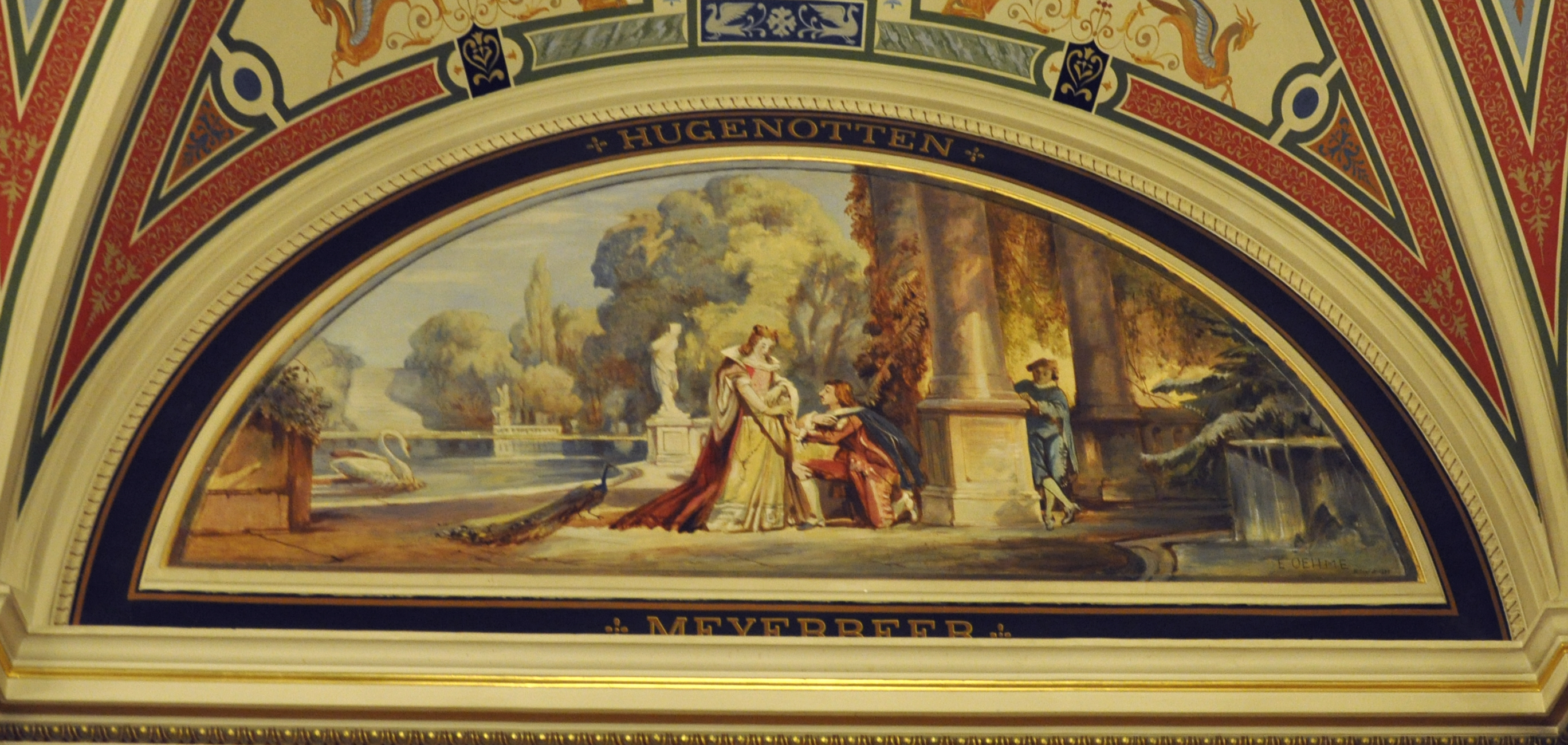
Одна из росписей бокового вестибюля ("Гугеноты" Дж. Мейербера)
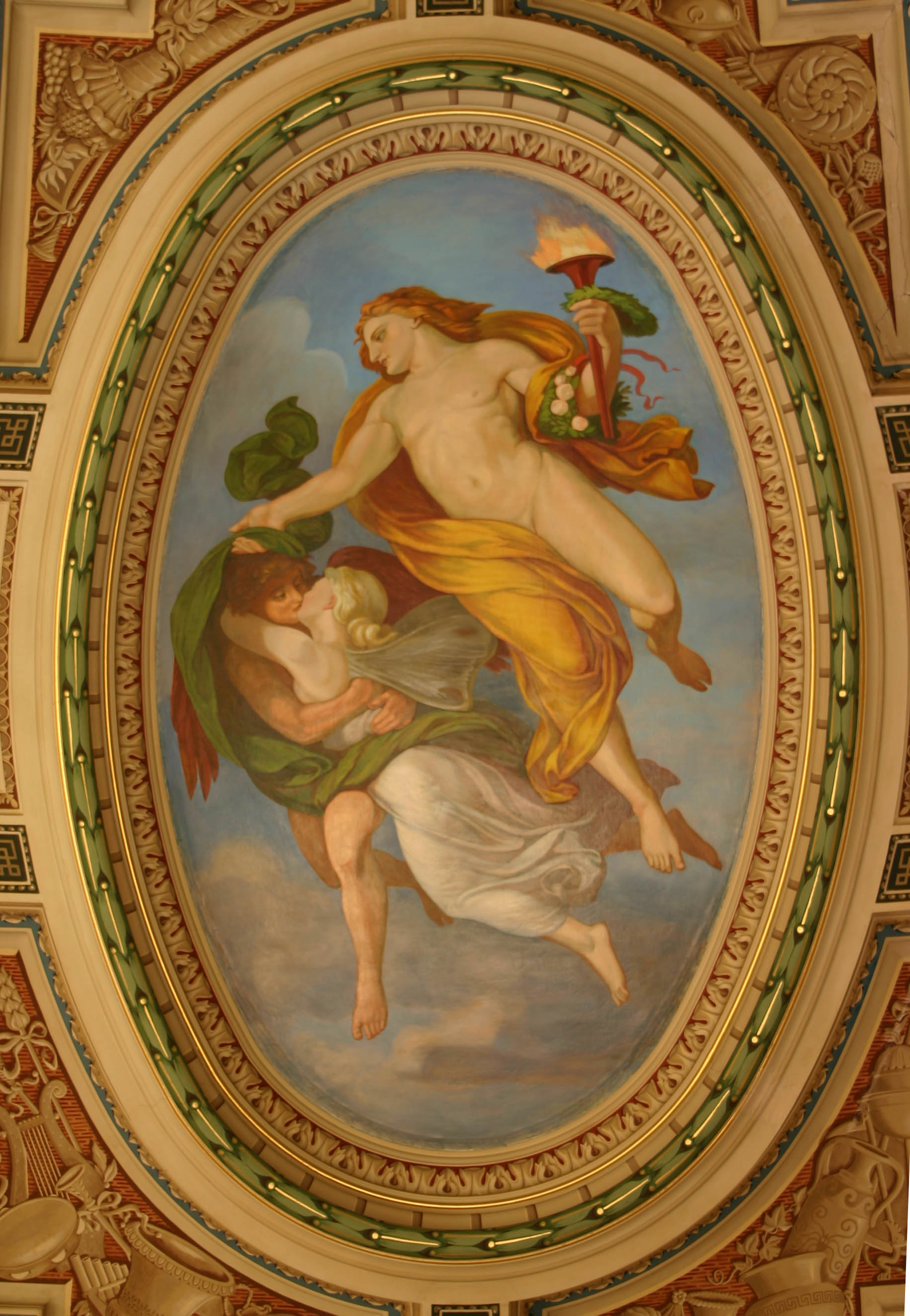
Одна из росписей потолка центр. вестибюля
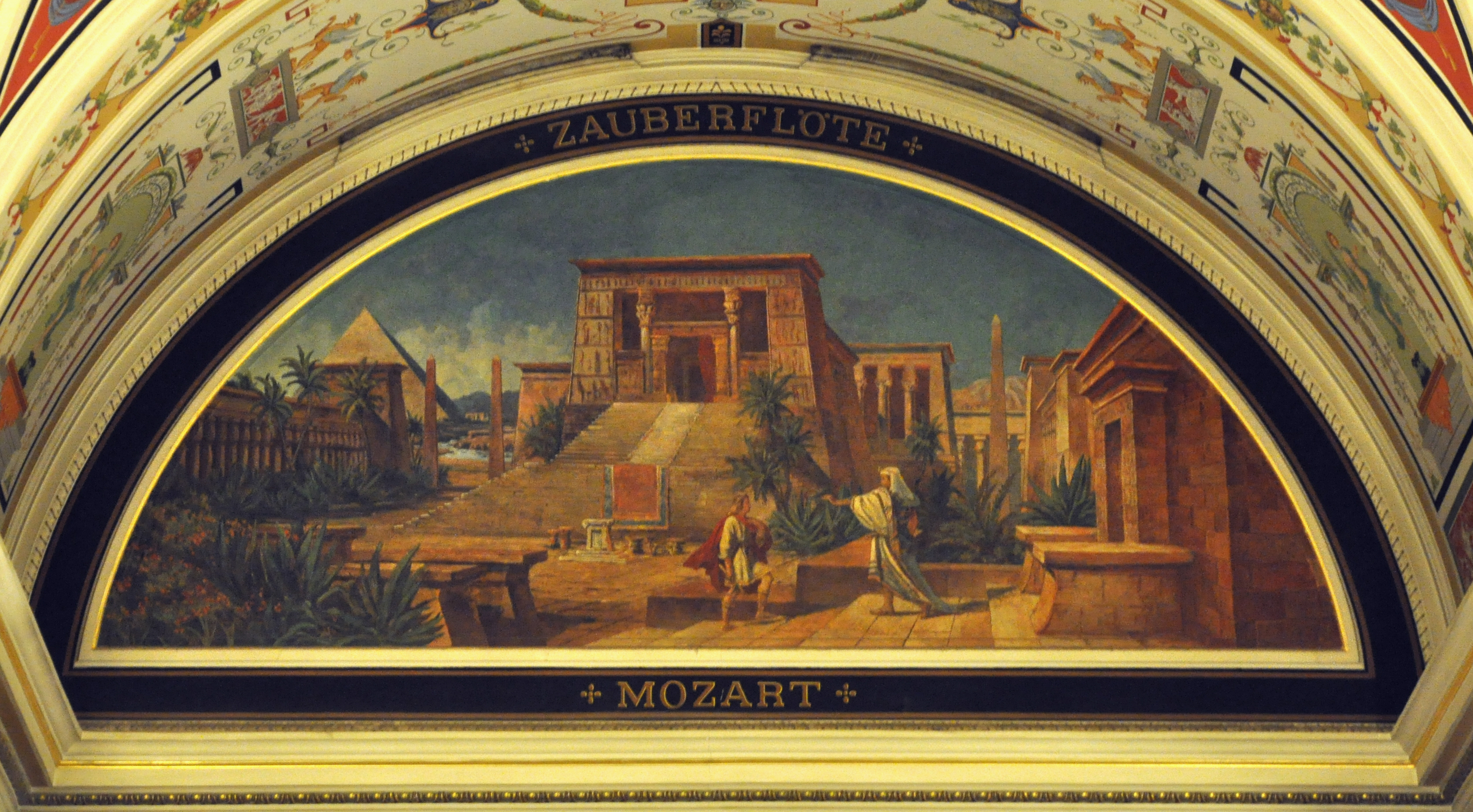
Одна из росписей бокового вестибюля ("Волшебная флейтеа" В. Моцарта)
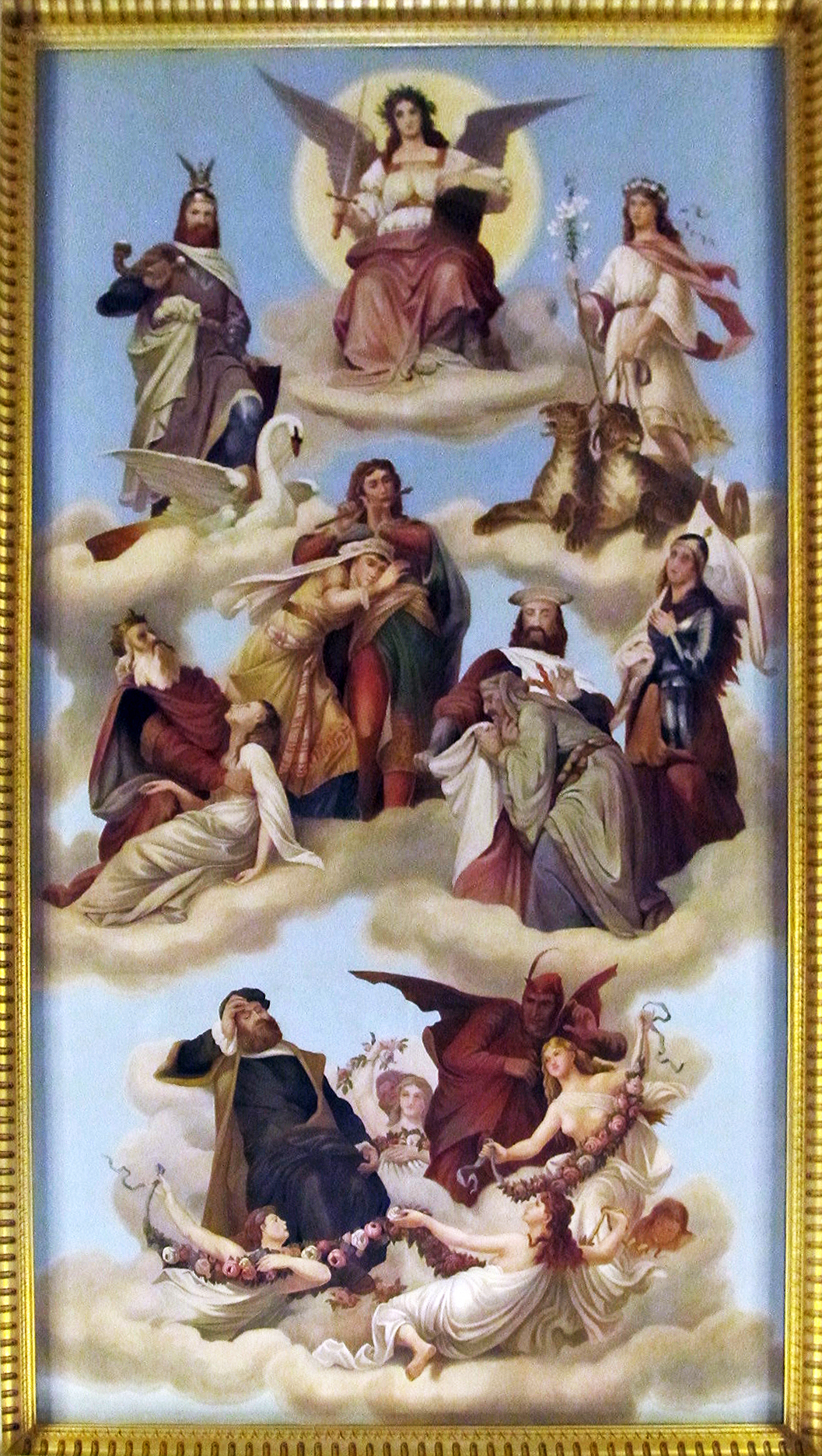
Роспись потолка центр. вестибюля
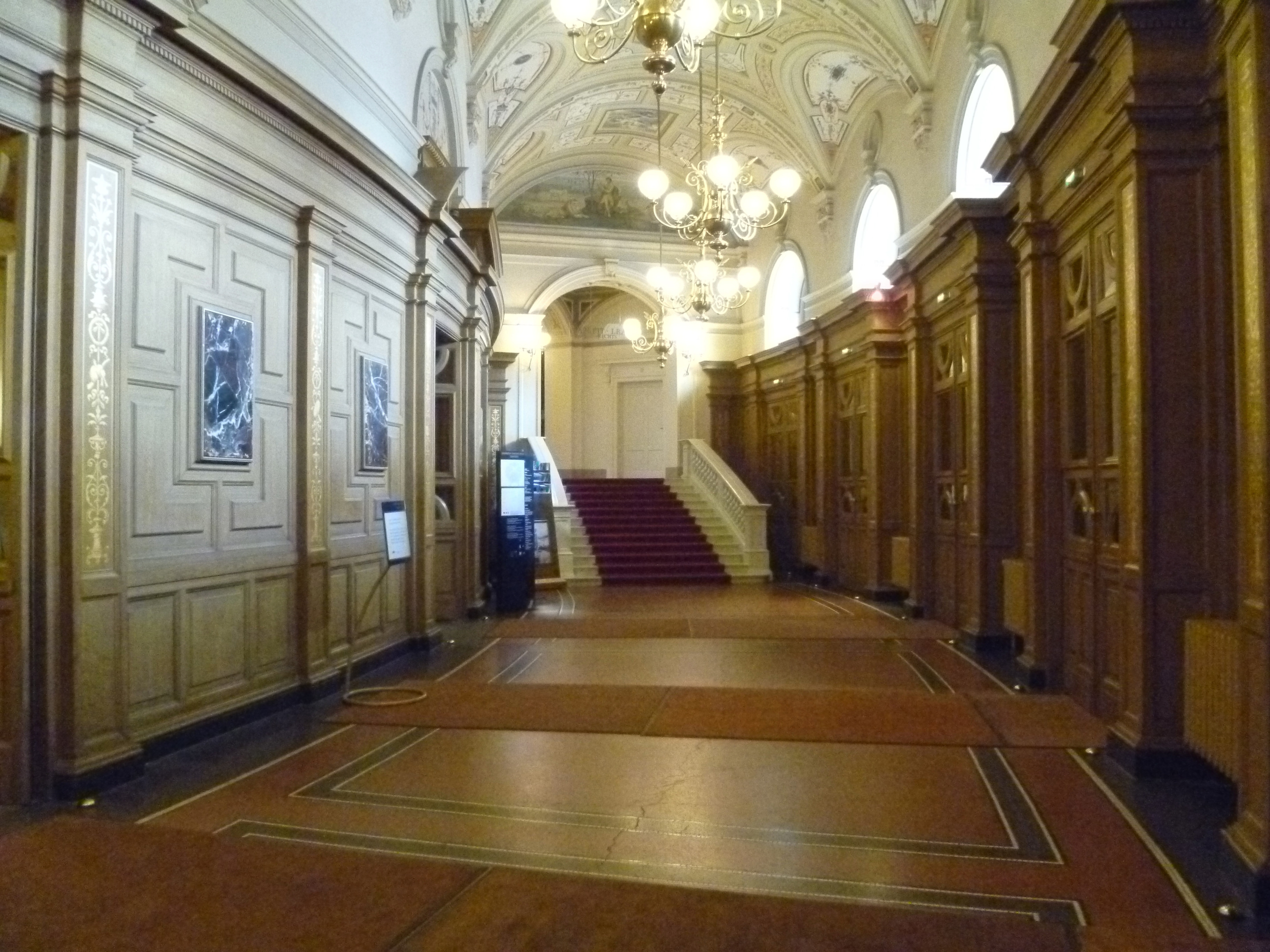
Нижний вестибюль

## Премьеры
В Дрезденской опере состоялись мировые премьеры следующих произведений:
- Рихард Вагнер: Риенци, последний трибун, 20. октября 1842

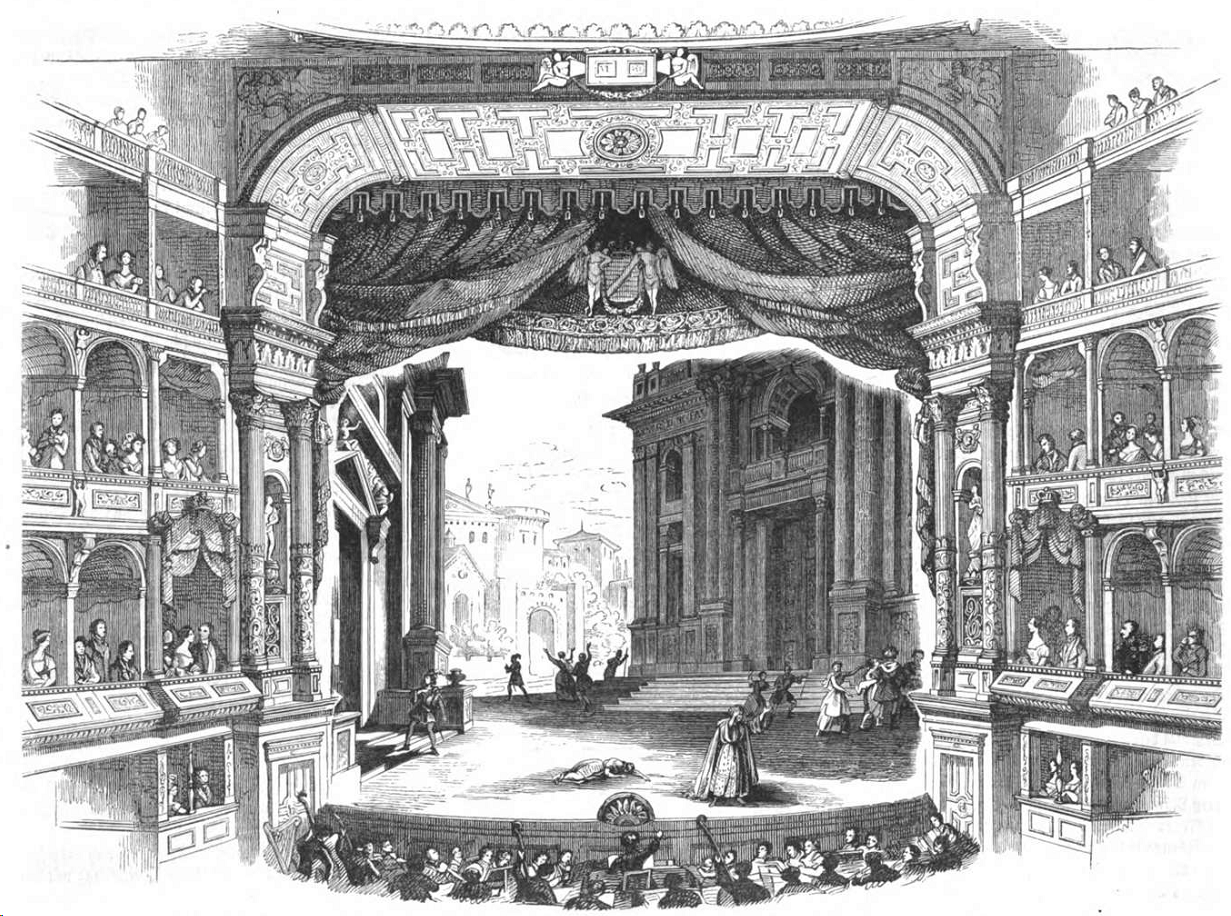
Постановка оперы «Риенци» Рихарда Вагнера на сцене Дрезденской оперы, 1843

- Генрих Маршнер: Король Адольф из Нассау, 5. января 1845
- Рихард Вагнер: Летучий голландец, 2. января 1843
- Рихард Вагнер: Тангейзер и состязание певцов в Вартбурге, 19. октября 1845
- Карл Готлиб Райсигер: Крушение Медузы, 16. августа 1846
- Антон Григорьевич Рубинштейн: Фераморс, 24. февраля 1863
- Эдмунд Кречмер: Фолькунгер, 21. марта 1874
- Вильгельм Кинцль: Урвази, 20. февраля 1886
- Феликс Дрэзеке: Геррат, 10. марта 1892
- Эжен Д´Альбер: Гисмонда, 28. ноября 1895
- Август Бунгерт: Мир Гомера (Одиссея), тетралогия, 1898—1903
- Игнаций Ян Падеревский / Альфред Доссиг: Манру, 29. мая 1901
- Рихард Штраус: Погасшие огни, 22. ноября 1901
- Лео Блех: Это был я, 6. октября 1902

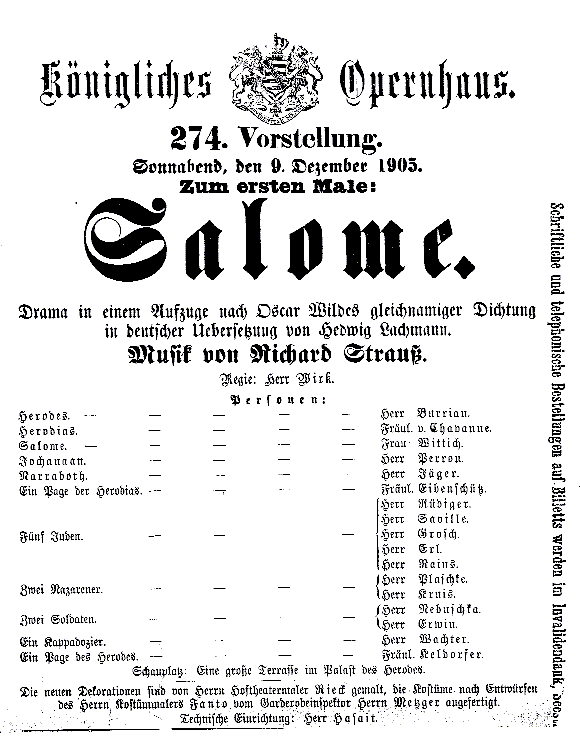
Афиша мировой премьеры оперы «Саломея» Рихарда Штрауса, Дрезденская опера, 9 декабря 1905 г.

- Рихард Штраус (по мотивам произведения Оскара Уайльда / Хедвиг Лахман): Саломея, 9 декабря 1905
- Макс фон Шиллингс: Молох, 8 декабря 1906
- Рихард Штраус: Электра, 25 января 1909
- Рихард Штраус: Кавалер розы, 26 января 1911
- Эрнст фон Донаньи: Тётя Симона, 22 января 1913
- Эрманно Вольф-Феррари / Энрико Голисчиани: Любовь-целительница, 4 декабря 1913
- Эжен Д´Альбер / Ганс Гейнц Эверс: Мёртвые глаза, 5 марта 1916
- Ян Брандтс-Буйс / Бруно Варден / Игнаций Михаэль Велеминский: Портной из Шёнау, 1 апреля 1916
- Ханс Пфицнер / Ильзе фон Штах: Маленькая эльфа Христова (2. версии), 11 декабря 1917
- Гуго Каун: Незнакомец, 23 февраля 1920
- Рихард Штраус: Интермеццо, 4 ноября 1924
- Ферруччо Бузони: Доктор Фауст, 21 мая 1925
- Роберт Вине (Режиссёр): киносъёмка Кавалер розы, 10 января 1926
- Курт Вайль: Протагонист, 27 марта 1926
- Пауль Хиндемит: Кардильяк, 9 ноября 1926
- Отмар Шёк (по мотивам произведения Генриха фон Клейста): Пентесилея, 8 января 1927
- Рихард Штраус: Die ägyptische Helena, 6 июня 1928
- Отмар Шёк: О рыбаке и его жене, 3 октября 1930
- Рихард Штраус: Арабелла, 1 июля 1933
- Рудольф Вагнер-Регени: Фаворит, 20 февраля 1935

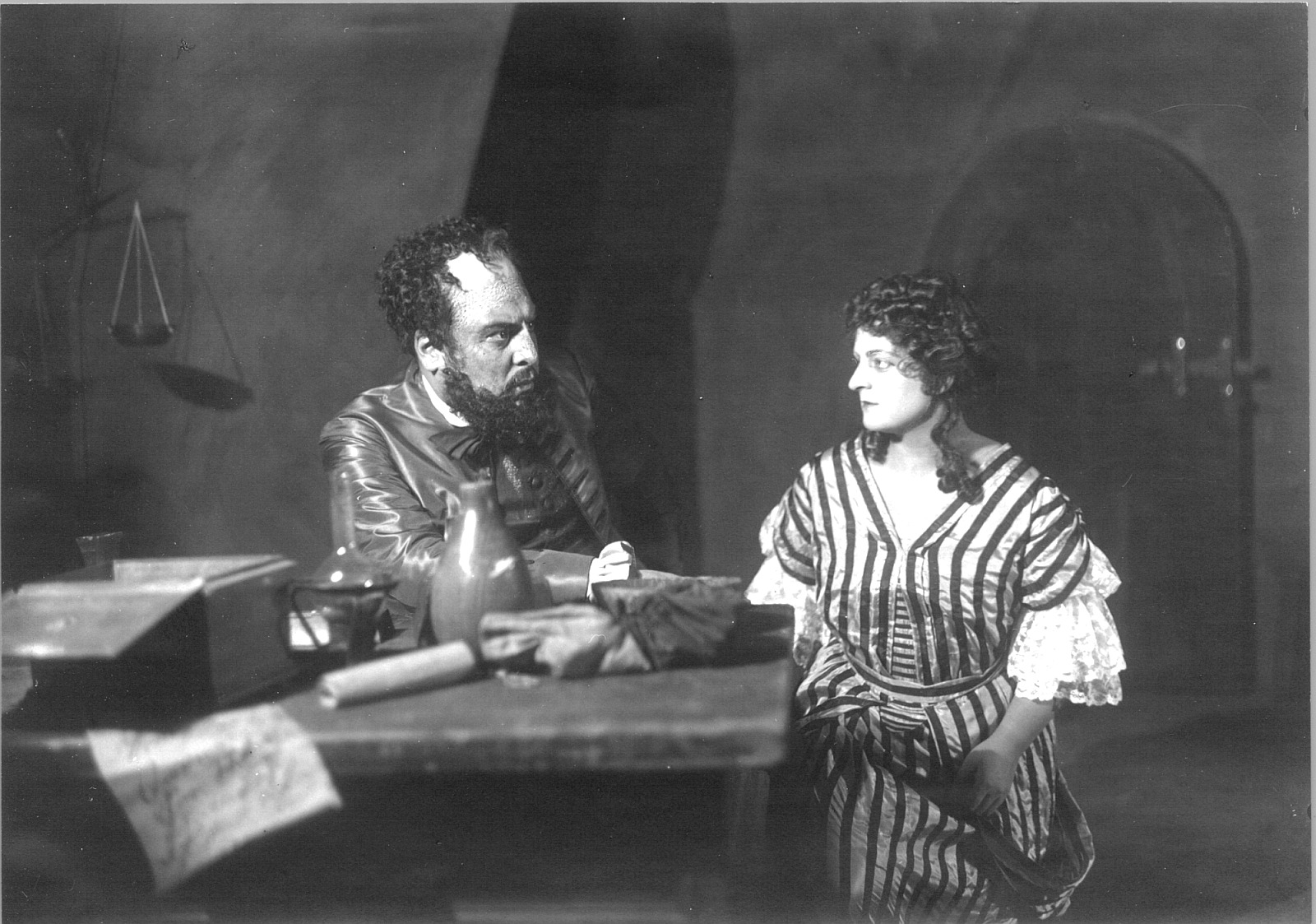
Сцена из оперы «Кардильяк» Пауля Хиндемита, Дрезденская опера, 1926

- Рихард Штраус: Молчаливая женщина, 24 июня 1935
- Отмар Шёк: Массимилла Дони, 2 марта 1937
- Рихард Штраус: Дафна, 15 октября 1938
- Генрих Зутермайстер: Ромео и Джульетта, 13 апреля 1940
- Генрих Зутермайстер: Волшебный остров, 31 октября 1942
- Готфрид фон Айнем: Принцесса Турандот, 5 февраля 1944
- Йозеф Хас: Свадьба Иова, 2 июля 1944
- Зигфрид Матус: Песнь о любви и смерти корнета Кристофа Рильке, 16 февраля 1985
- Экехард Майер: Золотой горшок, 1989
- Маттиас Пинчер: Томас Чаттертон, 25 мая 1998
- Петер Ружичка: Целан, 25 марта 2001
- Манфред Троян: Великая магия, 10 мая 2008
- Детлеф Гланерт: Еврейка из Толедо, 10 февраля 2024

## Люди театра

### Дирижёры
За годы существования Дрезденской оперы в её стенах работали следующие известные дирижёры:
- Карл Готлиб Райсигер (1798—1859)
- Рихард Вагнер (1813—1883)

- Эрнст фон Шух (1846—1914)

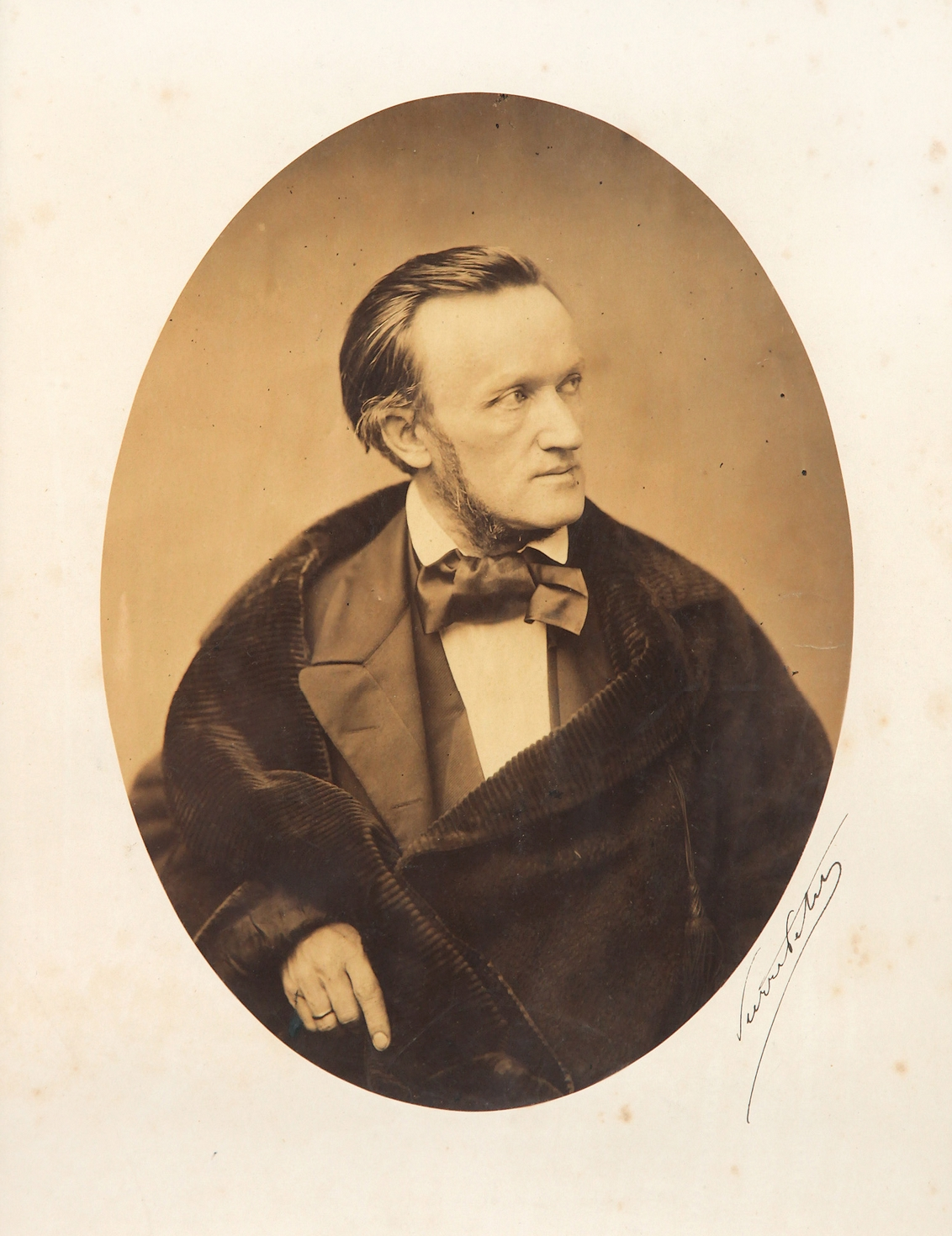
Рихард Вагнер — главный дирижёр театра в 1843—1849 гг.

- Фриц Райнер (1888—1963) работал в Дрездене с 1914 по 1921 гг.
- Фриц Буш (1890—1951) работал в Дрездене с 1922 по 1933 гг.
- Карл Бём (1894—1981) работал в Дрездене с 1934 по 1942 гг.
- Карл Эльмендорф (1891—1962) работал в Дрездене с 1943 по 1944 гг.
- Йозеф Кайльберт (1908—1968) работал в Дрездене с 1945 по 1951 гг.
- Рудольф Кемпе (1910—1976) работал в Дрездене с 1949 по 1952 гг.
- Отмар Суитнер (1922—2010) работал в Дрездене с 1960 по 1964 гг.
- Курт Зандерлинг (1912—2011) работал в Дрездене с 1964 по 1967 гг.
- Герберт Бломстедт (род. 1927) работал в Дрездене с 1975 по 1985 гг.
- Ханс Вонк (1942—2004) работал в Дрездене с 1985 по 1990 гг.
- Джузеппе Синополи (1946—2001) работал в Дрездене с 1992 по 2001 гг.
- Семён Бычков (род. 1952) работал в Дрездене с 2001 по 2002 гг.
- Бернард Хайтинк (1929—2021) работал в Дрездене с 2002 по 2004 гг.
- Фабио Луизи (род. 1959) работал в Дрездене с 2004 по 2012 гг.
- Кристиан Тилеман (род. 1959) работал в Дрездене с 2012 по 2024 гг.
- Даниэле Гатти (род. 1961) работает в Дрездене с 2024 г.

### Солисты
| - Ирена Абендрот - Иоганна Яхманн-Вагнер - Тео Адам - Мэтью Алерсмайер - Бернд Альденхофф - Эрна Бергер - Курт Бёме - Дженни Бюрде-Ней - Роберт Бург - Райнер Бюшинг | - Кристель Гольтц - Стефен Гульд - Клаус Кёниг - Вернер Либинг - Макс Лоренц - Тереза Мальтен - Криста Майер - Камилла Нюлунд - Мелитта Отто-Альвслебен | - Рене Папе - Элизабет Ретберг - Анна Саксе-Гофмейстер - Рихард Таубер - Маргарет Тешемахер - Каролина Ульрих - Клаус Флориан Фогт - Брюнхильда Фридланд - Маттиас Хеннеберг - Эвелин Херлитциус | - Йозеф Херман - Элизабет Хёнген - Георг Цеппенфельд - Мария Чеботарь - Петер Шрайер - Вильгельмина Шрёдер-Девриент - Гюнтер Эммерлих - Хермин Эссер - Аннет Янс |

### Интенданты
- Николаус Граф фон Зебах (годы управления 1894—1919)
- Макс Герд Шёнфельдер (1984—1990)
- Кристоф Альбрехт (1991—2003)
- Герд Юккер (2003—2010)
- Ульрика Хесслер (2010—2012)
- Петер Тайлер (2018—2024)
- Нора Шмид (с 2024)

## Галерея

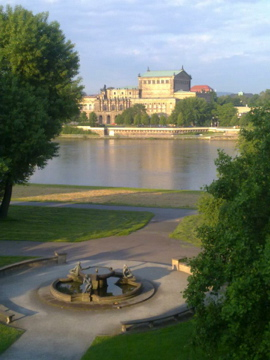
Театральная площадь с памятником королю Иоганну
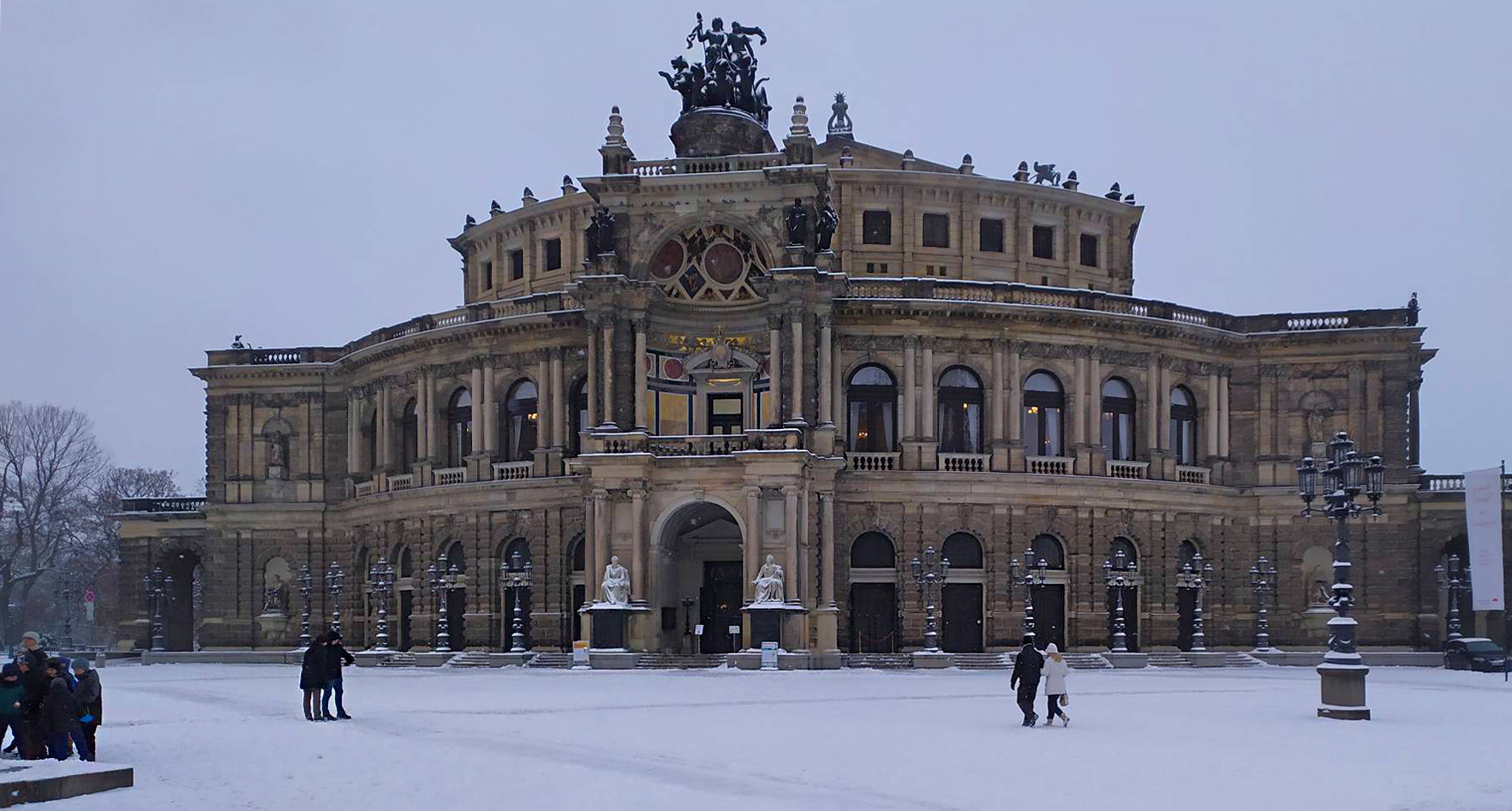
Земперопер зимой
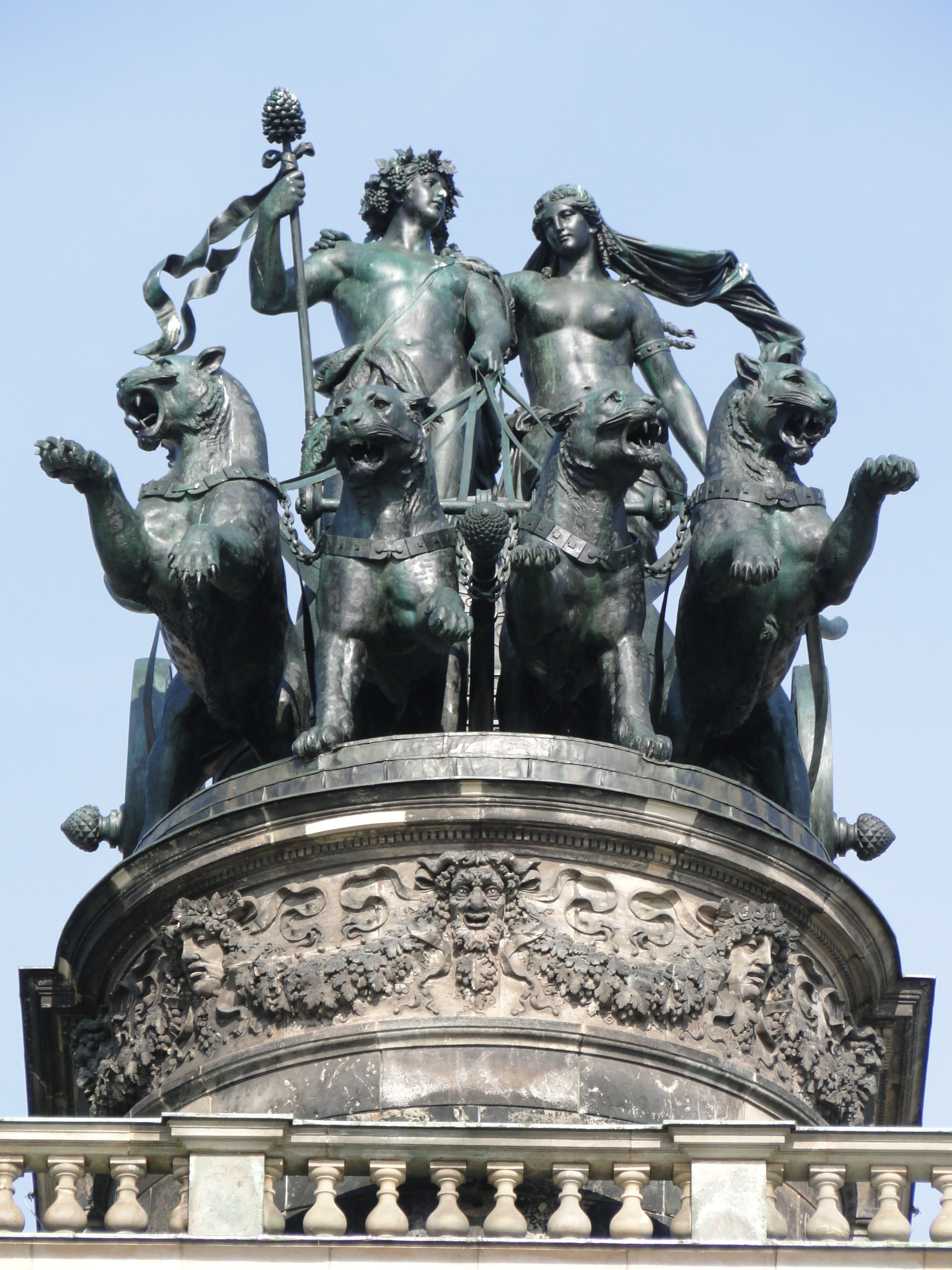
Квадрига над центральным входом
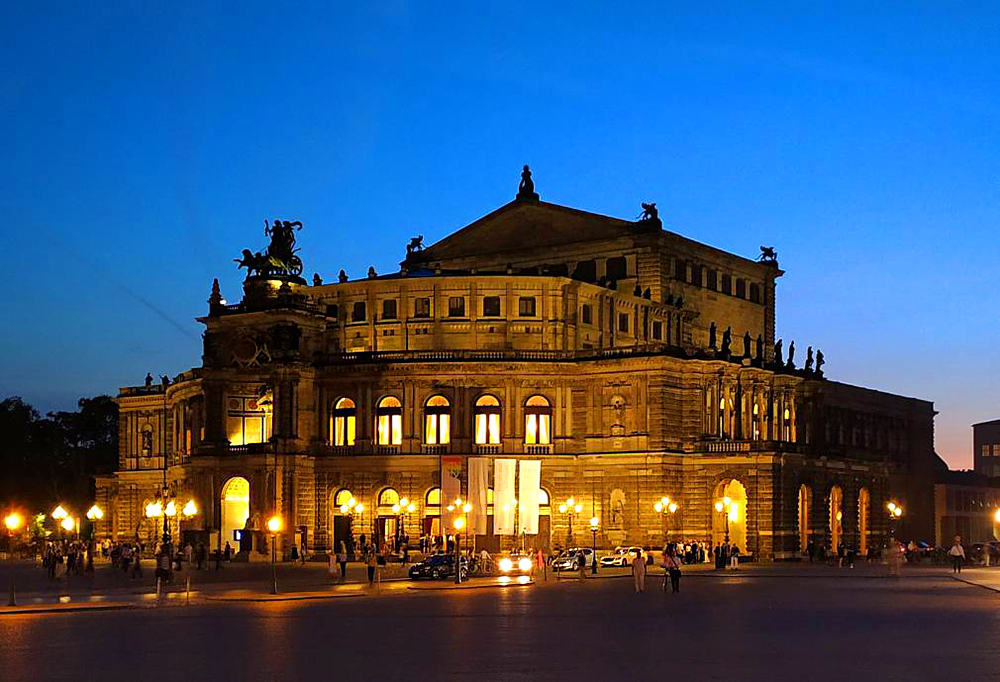
Здание театра вечером
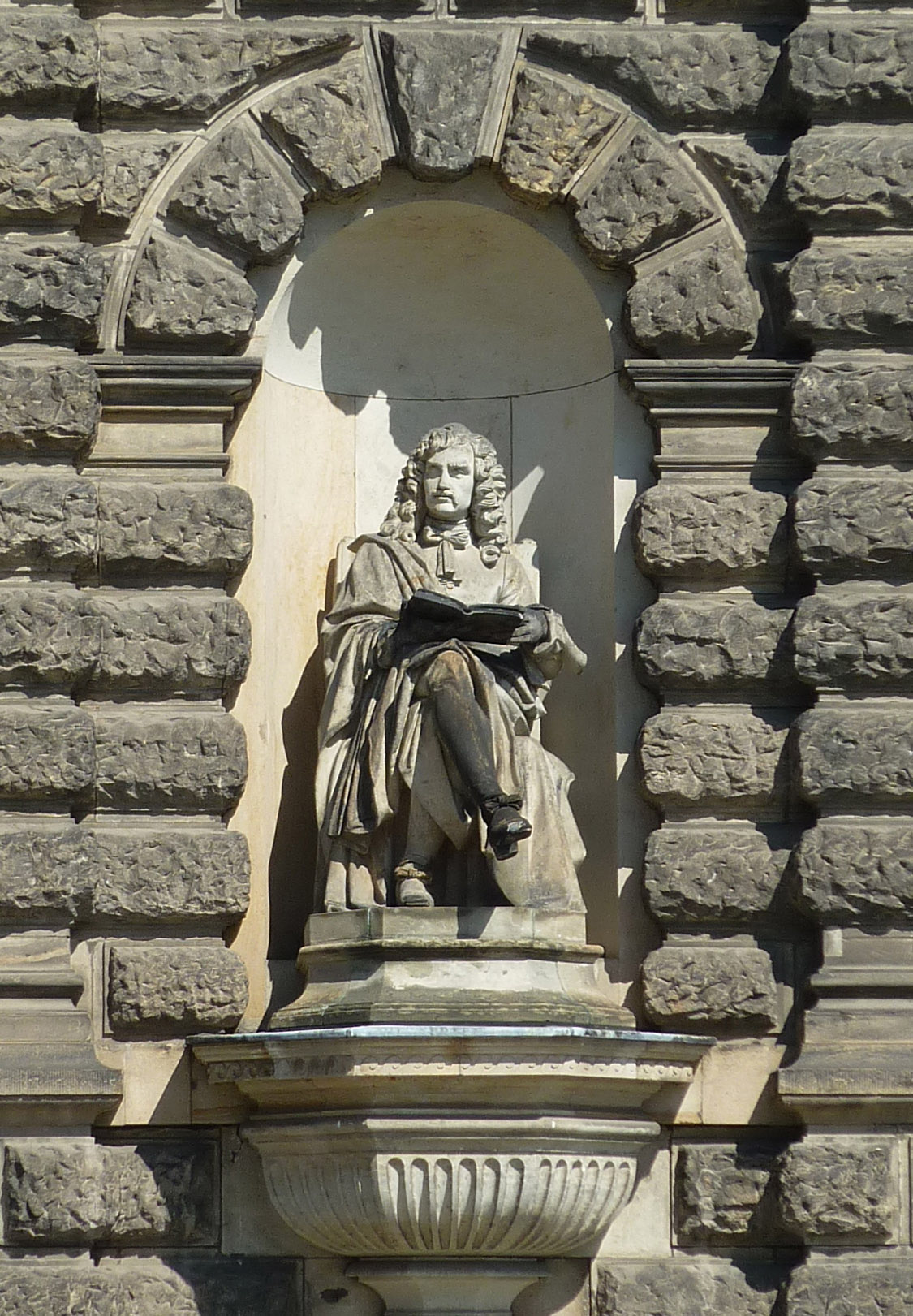
Памятник Мольеру на фасаде театра
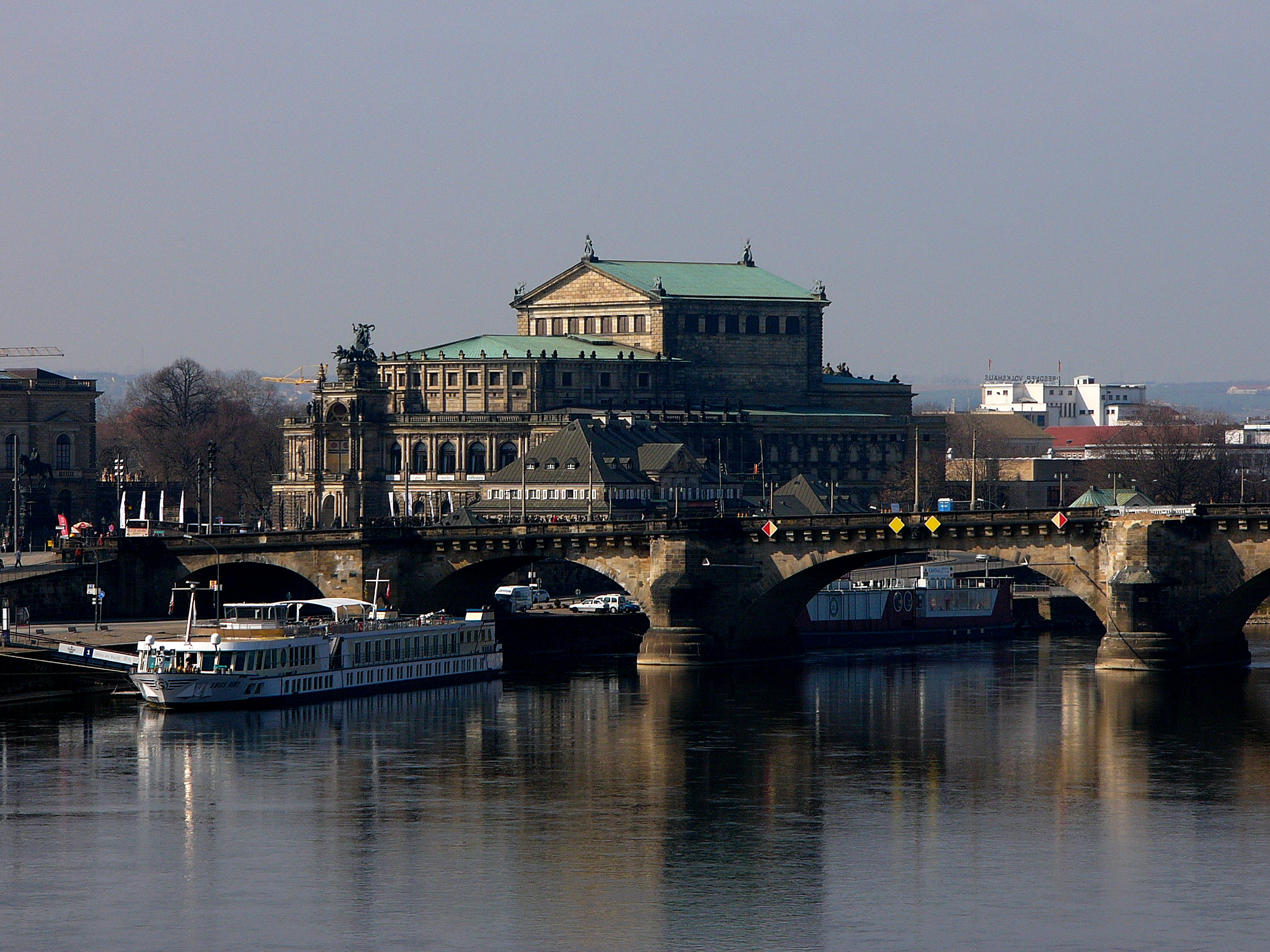
Вид на театр с противоположного берега Эльбы